# یوزورو هانیو
یوزورو هانیو (انگلیسی: Yuzuru Hanyu؛ به ژاپنی: 羽生結弦 Hanyū Yuzuru؛ زادهٔ ۷ دسامبر ۱۹۹۴) یک پاتیناژباز اهل ژاپن است که در رقابت‌های انفرادی مردان شرکت می‌کند.
او دارای دو مدال طلای المپیک، هفت مدال مسابقات قهرمانی جهان، چهار مدال مسابقات قهرمانی چهارقاره، شش مدال فینال جایزه بزرگ، هشت مدال مسابقات ملی ژاپن و قهرمان مسابقات قهرمانی جوانان جهان در سال ۲۰۱۰ و قهرمان مسابقات جایزه بزرگ جوانان در فصل ۲۰۰۹–۲۰۱۰ می‌باشد. یوزورو اولین و تنها مردی است که توانسته‌است سوپراسلم (داشتن مدال طلای در تمامی مسابقات این رشته در ردهٔ جوانان و بزرگسالان) این رشته را به دست بیاورد.
از او توسط کمیتهٔ بین‌المللی المپیک، اتحادیهٔ جهانی اسکیت، گویندگان، پاتیناژبازان و بسیاری از کارشناسان این رشته به عنوان بهترین ورزشکار تاریخ (G.O.A.T) نام برده شده‌است.
یوزورو هانیو در سال ۲۰۱۴ که برنده مدال طلای بازی‌های المپیک شد اولین مرد آسیایی بود که به این مقام می‌رسید. او در حالی موفق به کسب مدال طلا شد که تنها ۱۹ سال داشت و به این ترتیب به جوانترین ورزشکاری تبدیل شد که از سال ۱۹۴۸ به بعد در این رشته ورزشی مدال طلا می‌گرفت. او در عین حال اولین پاتیناژبازی بود که بعد از معرفی سیستم جدید داوری اتحادیهٔ جهانی اسکیت در سال ۲۰۰۲ توانست در قسمت برنامهٔ کوتاه بیش از ۱۰۰ امتیاز، در قسمت اسکیت آزاد بیش از ۲۰۰ و در مجموع بیش از سیصد امتیاز بگیرد. هم چنین او موفق شده‌است نوزده بار رکورد جهانی این رشته را شکسته و تغییر دهد. او اولین پاتیناژبازی است که توانسته‌است پرش کوادروپل لوپ را در مسابقات بین‌المللی انجام دهد و همچنین اولین مردی است که از سال ۱۹۵۲ تاکنون توانسته‌است دو مدال طلای المپیک پشت سر هم به دست بیاورد.

## تولد و دوران کودکی
یوزورو هانیو در ۷ دسامبر ۱۹۹۴ در شهرسِندای کشور ژاپن به دنیا آمده‌است، او دومین و آخرین فرزند والدینش می‌باشد. پدر او معلم مدرسه و مادرش کارمند یک فروشگاه هستند.

## برنامه‌های پاتیناژ
| فصل     | برنامه کوتاه | اسکیت آزاد | مراسم اجرا و نمایش یخی |
| ------- | --- | --- | --- |
| 2004-05 | اسپارتاکوس - آهنگسازی توسط الکس نورث - طراحی رقص توسط شوییچیرو تسوزوکی                                                                                           | از روسیه با عشق - آهنگ سازی از جان بری - طراحی رقص توسط شوییچیرو تسوزوکی | — |
| 2005-06 | — | از روسیه با عشق | — |

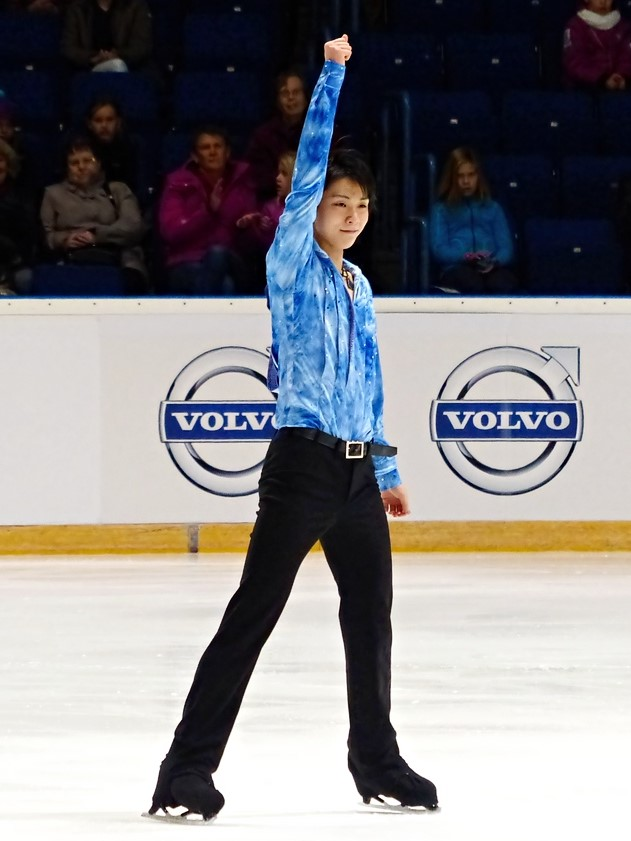
The ending pose of Hanyu's short program to "Parisienne Walkways" by Gary Moore

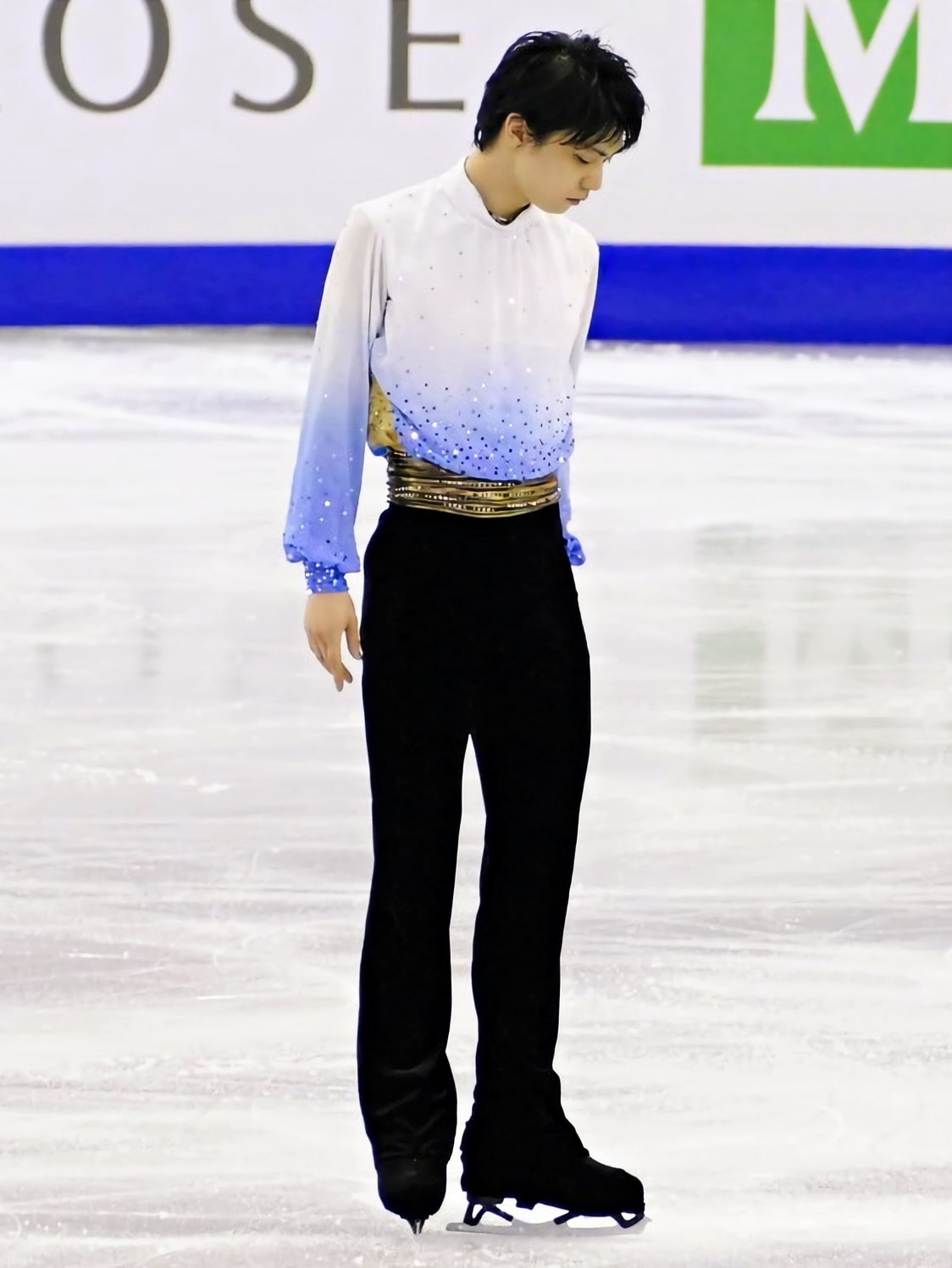
Hanyu's standstill position at the beginning of his short program to Ballade No. 1 by Frédéric Chopin

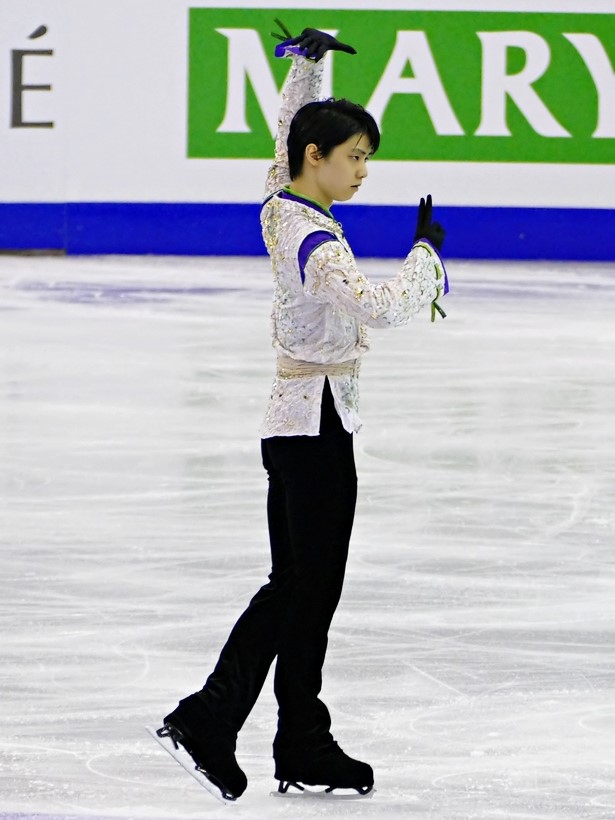
The opening pose of Hanyu's free skate program Seimei by Shigeru Umebayashi

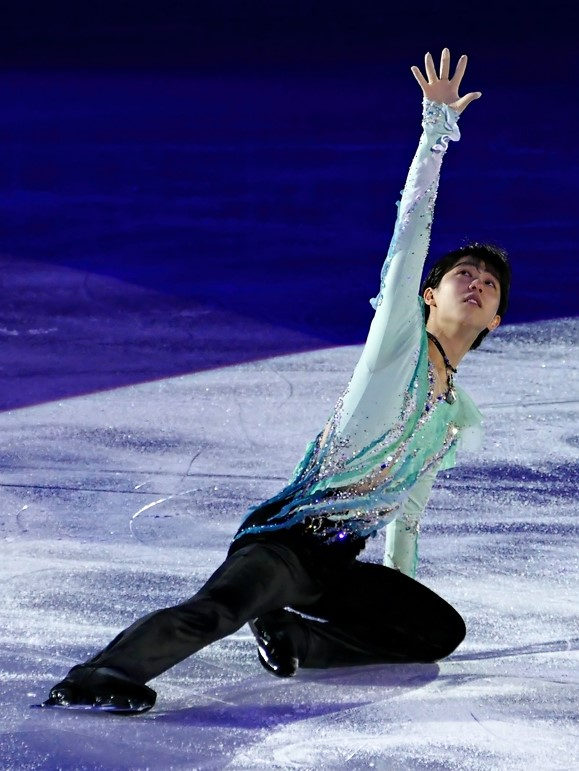
Hanyu performing his gala program "Requiem of Heaven and Earth" by Yasunobu Matsuo

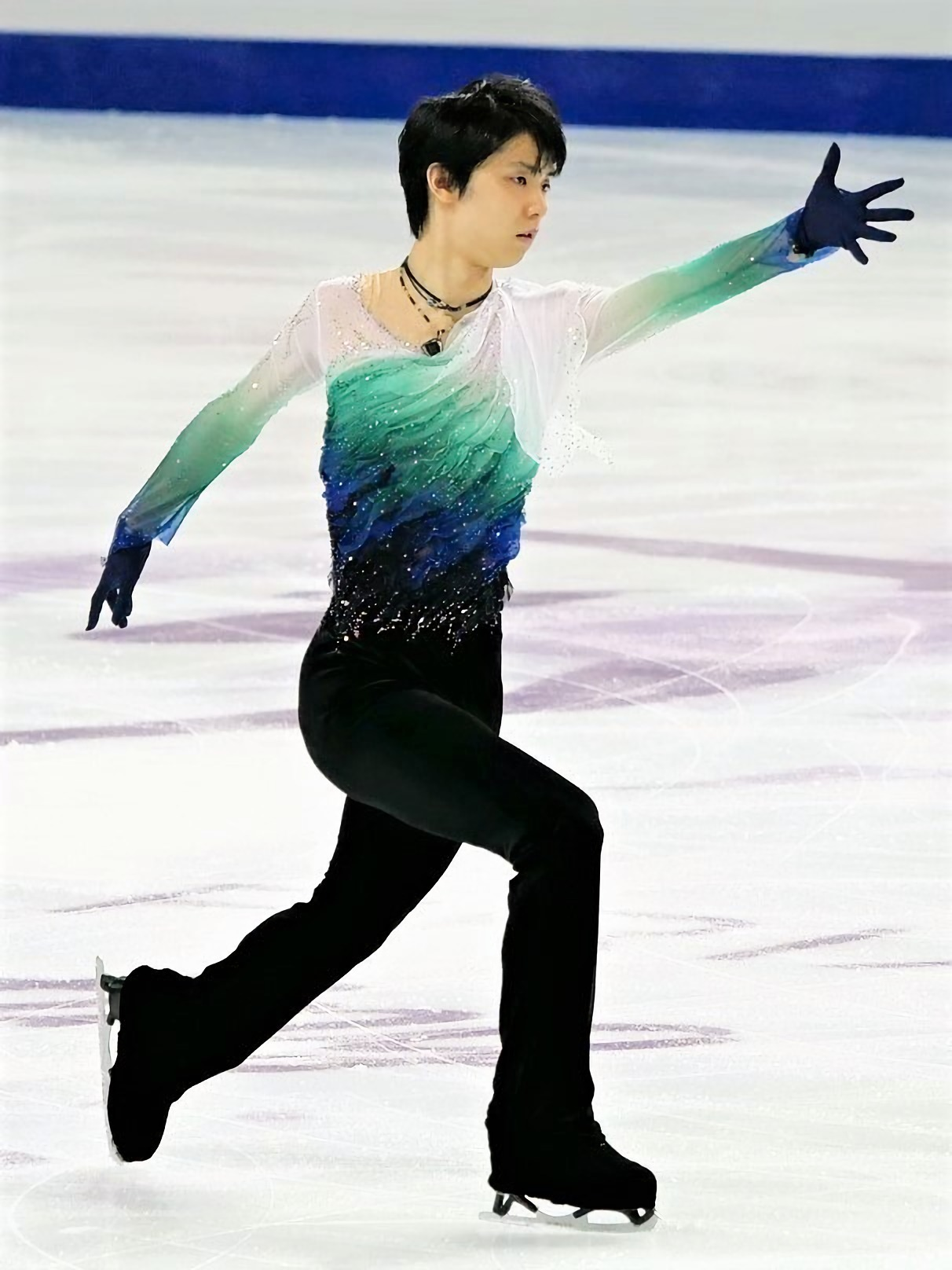
Hanyu starting his free skate program to Hope and Legacy by Joe Hisaishi

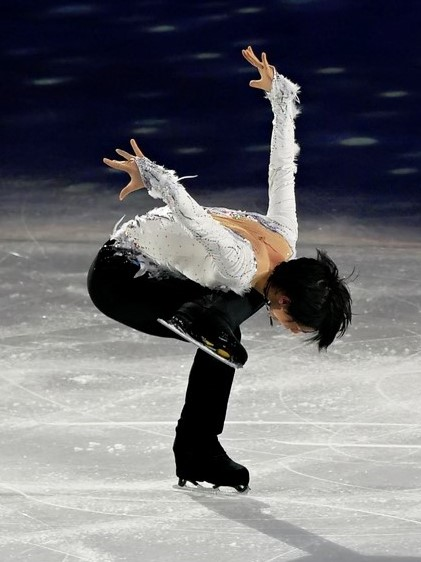
Hanyu performing a backward sit spiral in his gala program to "Notte Stellata (The Swan)" by Il Volo

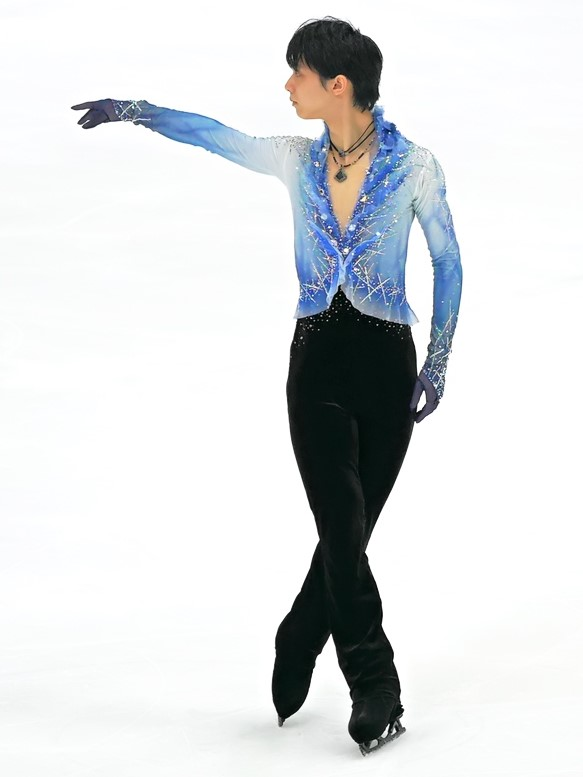
Hanyu holding a pose in the beginning of his short program to Otoñal by Raúl Di Blasio

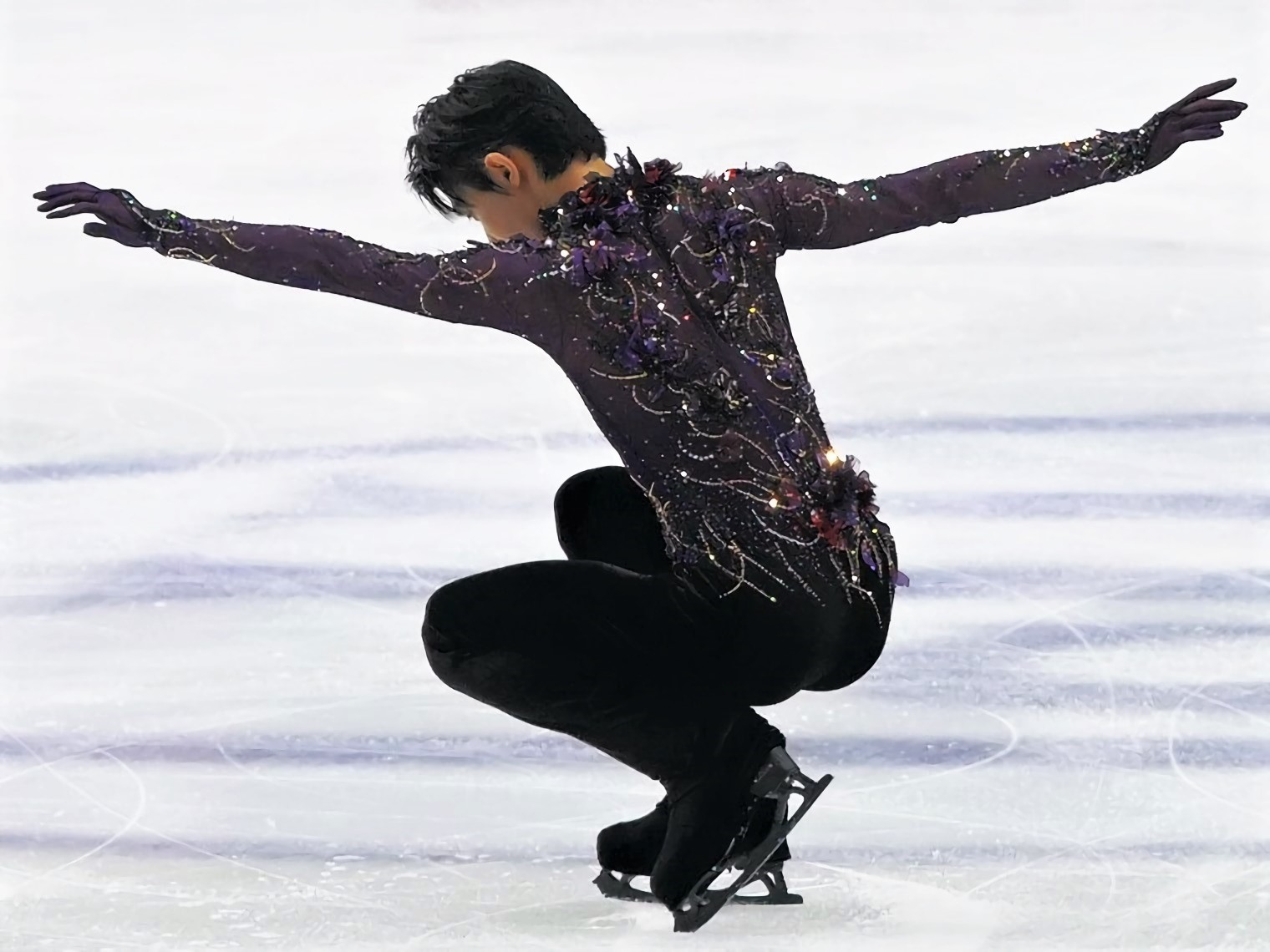
Hanyu in the starting pose of his free skate program to Origin by Edvin Marton

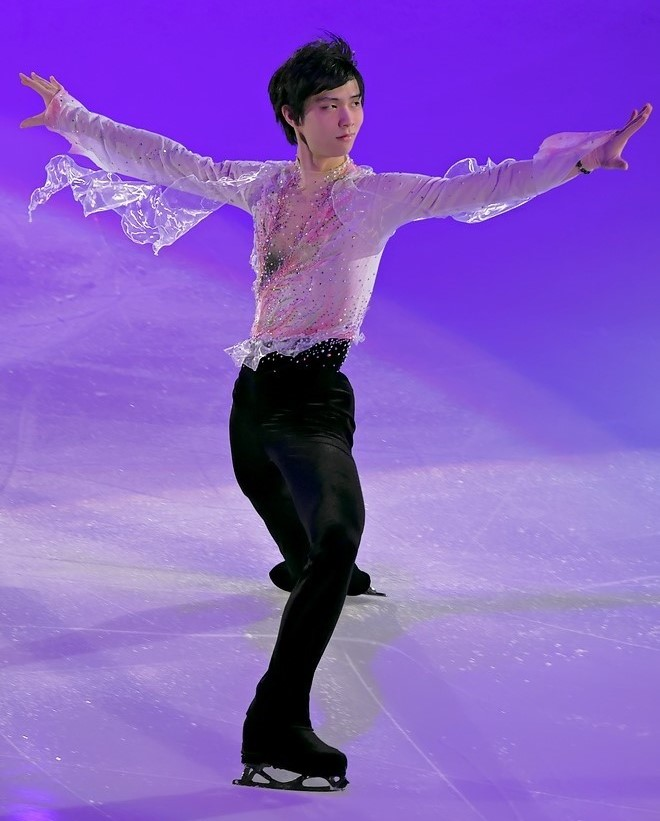
Hanyu performing an outside edge Ina bauer as an entry into a layback Ina Bauer in his gala program to "Haru yo, Koi" by Yumi Matsutoya

| 2006-07 | "Amazonic" / "Totentanz" - آهنگسازی توسط ماکسیم مرویتسا - طراحی رقص توسط مِگومو سِکی آهنگهای استفاده شده 1. "Amazonic" 2. "Totentanz" (آهنگ سازی توسط فرانتس لیست) | "طوفان تابستان" - بر اساس طوفان در چهار فصل - اجرا توسط ایکوکو کاوای - طراحی رقص توسط مِگومو سِکی | — |
| 2007-08 | "Sing, Sing, Sing" - آهنگسازی توسط لوئیس پریما - طراحی رقص توسط نانامی آبه                                                                                       | پرنده آتشین - آهنگسازی توسط ایگور استراوینسکی - طراحی رقص توسط نانامی آبه | "Amazonic" / "Totentanz"show |
| 2008-09 | "Bolero" - از فیلم مولن روژ! - آهنگسازی توسط استیو شارپلز - طراحی رقص توسط نانامی آبه                                                                            | راپسودی بر اساس تمی از پاگانینی - آهنگسازی توسط سرگئی راخمانینف - طراحی رقص توسط نانامی آبه | "تغییر" (Change) - اجرا توسط مانکی مجیک و برادران یوشیدا - طراحی رقص توسط نانامی آبه                                                                                    |
| ۲۰۰۹–۱۰ | مأموریت: غیرممکن ۲ - آهنگ سازی توسط هانس زیمر - طراحی رقص توسط نانامی آبه آهنگهای استفاده شده 1. "The Bait" 2. "Bare Island"                                     | راپسودی بر اساس تمی از پاگانینی | "تغییر" |
| ۲۰۰۹–۱۰ | مأموریت: غیرممکن ۲ - آهنگ سازی توسط هانس زیمر - طراحی رقص توسط نانامی آبه آهنگهای استفاده شده 1. "The Bait" 2. "Bare Island"                                     | راپسودی بر اساس تمی از پاگانینی | "سرگیجه" (Vertigo)show - اجرا توسط U2 - طراحی رقص توسط نانامی آبه |
| ۲۰۱۰–۱۱ | "افسانهٔ سفید" (White Legend) - از دریاچهٔ قو - آهنگ سازی توسط پیوتر چایکوفسکی - اجرا توسط ایکوکو کاوای - طراحی رقص توسط نانامی آبه                                | آوای کولی (Zigeunerweisen) - آهنگسازی توسط پابلو دو ساراساته - طراحی رقص توسط نانامی آبه | "سرگیجه" |
| ۲۰۱۰–۱۱ | "افسانهٔ سفید" (White Legend) - از دریاچهٔ قو - آهنگ سازی توسط پیوتر چایکوفسکی - اجرا توسط ایکوکو کاوای - طراحی رقص توسط نانامی آبه                                | آوای کولی (Zigeunerweisen) - آهنگسازی توسط پابلو دو ساراساته - طراحی رقص توسط نانامی آبه | "تغییر"show |
| ۲۰۱۱–۱۲ | Étude in D-sharp minor - آهنگسازی توسط الکساندر اسکریابین - اجرا توسط ماکسیم مرویکا - طراحی رقص توسط نانامی آبه، ناتالیا باستمیانووا، ایگور بوبرینج              | رومئو + ژولیت - آهنگسازی توسط کرِیگ آرمسترانگ - طراحی رقص توسط نانامی آبه، ناتالیا باستمیانووا، ایگور بوبرین آهنگهای استفاده شده 1. "O Verona" 2. "Kissing You" (اجرا توسط Des'ree) 3. "Escape" (از Plunkett & Macleane)  | "سرگیجه" |
| ۲۰۱۱–۱۲ | Étude in D-sharp minor - آهنگسازی توسط الکساندر اسکریابین - اجرا توسط ماکسیم مرویکا - طراحی رقص توسط نانامی آبه، ناتالیا باستمیانووا، ایگور بوبرینج              | رومئو + ژولیت - آهنگسازی توسط کرِیگ آرمسترانگ - طراحی رقص توسط نانامی آبه، ناتالیا باستمیانووا، ایگور بوبرین آهنگهای استفاده شده 1. "O Verona" 2. "Kissing You" (اجرا توسط Des'ree) 3. "Escape" (از Plunkett & Macleane)  | "کسی برای دوست داشتن" - اجرا توسط جاستین بیبر - طراحی رقص توسط نانامی آبه                                                                                               |
| ۲۰۱۱–۱۲ | Étude in D-sharp minor - آهنگسازی توسط الکساندر اسکریابین - اجرا توسط ماکسیم مرویکا - طراحی رقص توسط نانامی آبه، ناتالیا باستمیانووا، ایگور بوبرینج              | رومئو + ژولیت - آهنگسازی توسط کرِیگ آرمسترانگ - طراحی رقص توسط نانامی آبه، ناتالیا باستمیانووا، ایگور بوبرین آهنگهای استفاده شده 1. "O Verona" 2. "Kissing You" (اجرا توسط Des'ree) 3. "Escape" (از Plunkett & Macleane)  | "افسانهٔ سفید" |
| ۲۰۱۲–۱۳ | "گذرگاه‌های دختر پاریسی" - اجرا توسط گَری مور - طراحی رقص توسط جِفری باتل                                                                                           | نُترِدام پاریس - آهنگسازی توسط ریکاردو کوکیانته - طراحی رقص توسط دیوید ویلسون | "سلام، من عاشقتم" ("Hello, I Love You") - اجرا توسط دورز - ریمیکس توسط آدام فریلند - طراحی رقص توسط کرت براونینگ                                                        |
| ۲۰۱۲–۱۳ | "گذرگاه‌های دختر پاریسی" - اجرا توسط گَری مور - طراحی رقص توسط جِفری باتل                                                                                           | نُترِدام پاریس - آهنگسازی توسط ریکاردو کوکیانته - طراحی رقص توسط دیوید ویلسون | "花になれ" (Hana ni Nare) - اجرا توسط فومیا ساشیدا - طراحی رقص توسط کِنجی میاموتو                                                                                        |
| ۲۰۱۲–۱۳ | "گذرگاه‌های دختر پاریسی" - اجرا توسط گَری مور - طراحی رقص توسط جِفری باتل                                                                                           | نُترِدام پاریس - آهنگسازی توسط ریکاردو کوکیانته - طراحی رقص توسط دیوید ویلسون | Étude in D-sharp minor |
| ۲۰۱۲–۱۳ | "گذرگاه‌های دختر پاریسی" - اجرا توسط گَری مور - طراحی رقص توسط جِفری باتل                                                                                           | نُترِدام پاریس - آهنگسازی توسط ریکاردو کوکیانته - طراحی رقص توسط دیوید ویلسون | "عشق واقعی" ("True Love")show - اجرا توسط فومیا فوییجی |
| ۲۰۱۳–۱۴ | ""گذرگاه‌های دختر پاریسی" | رومئو و ژولیت - آهنگسازی توسط نینو روتا - طراحی رقص توسط دیوید ویلسون | Étude in D-sharp minor |
| ۲۰۱۳–۱۴ | ""گذرگاه‌های دختر پاریسی" | رومئو و ژولیت - آهنگسازی توسط نینو روتا - طراحی رقص توسط دیوید ویلسون | نُترِدام پاریس |
| ۲۰۱۳–۱۴ | ""گذرگاه‌های دختر پاریسی" | رومئو و ژولیت - آهنگسازی توسط نینو روتا - طراحی رقص توسط دیوید ویلسون | "داستان" ("Story") - اجرا توسط آی |
| ۲۰۱۳–۱۴ | ""گذرگاه‌های دختر پاریسی" | رومئو و ژولیت - آهنگسازی توسط نینو روتا - طراحی رقص توسط دیوید ویلسون | "花になれ" (Hana ni Nare) |
| ۲۰۱۳–۱۴ | ""گذرگاه‌های دختر پاریسی" | رومئو و ژولیت - آهنگسازی توسط نینو روتا - طراحی رقص توسط دیوید ویلسون | "افسانهٔ سفید" |
| ۲۰۱۳–۱۴ | ""گذرگاه‌های دختر پاریسی" | رومئو و ژولیت - آهنگسازی توسط نینو روتا - طراحی رقص توسط دیوید ویلسون | رومئو + ژولیت |
| ۲۰۱۳–۱۴ | ""گذرگاه‌های دختر پاریسی" | رومئو و ژولیت - آهنگسازی توسط نینو روتا - طراحی رقص توسط دیوید ویلسون | "نمی تونم بگم" "言えないよ" (Ienai yo)show - اجرا توسط هیرومی گو |
| ۲۰۱۳–۱۴ | ""گذرگاه‌های دختر پاریسی" | رومئو و ژولیت - آهنگسازی توسط نینو روتا - طراحی رقص توسط دیوید ویلسون | "تغییر" show |
| ۲۰۱۳–۱۴ | ""گذرگاه‌های دختر پاریسی" | رومئو و ژولیت - آهنگسازی توسط نینو روتا - طراحی رقص توسط دیوید ویلسون | آخرین مسافر زمان ("The Final Time Traveler") show - اجرا توسط سارا آلیین - طراحی رقص توسط کِنجی میاموتو                                                                  |
| ۲۰۱۴–۱۵ | بالاد شمارهٔ یک - آهنگسازی توسط فردریک شوپن - طراحی رقص توسط جِفری باتل                                                                                            | شبح اپرا - آهنگ سازی توسط اندرو لوید وِبِر - طراحی رقص توسط شِی-لین بورن آهنگهای استفاده شده 1. موسیقی شب ("The Music of the Night") 2. نقطه ی بدون بازگشت ("The Point of No Return") 3. یک فانتزی ("Phantasia")            | "گلها خواهند شکفت" "花は咲く" (Hana wa Saku) - اجرا توسط فومیا ساشیدا * طراحی رقص توسط نانامی آبه                                                                       |
| ۲۰۱۴–۱۵ | بالاد شمارهٔ یک - آهنگسازی توسط فردریک شوپن - طراحی رقص توسط جِفری باتل                                                                                            | شبح اپرا - آهنگ سازی توسط اندرو لوید وِبِر - طراحی رقص توسط شِی-لین بورن آهنگهای استفاده شده 1. موسیقی شب ("The Music of the Night") 2. نقطه ی بدون بازگشت ("The Point of No Return") 3. یک فانتزی ("Phantasia")            | "آخرین مسافر زمان" |
| ۲۰۱۴–۱۵ | بالاد شمارهٔ یک - آهنگسازی توسط فردریک شوپن - طراحی رقص توسط جِفری باتل                                                                                            | شبح اپرا - آهنگ سازی توسط اندرو لوید وِبِر - طراحی رقص توسط شِی-لین بورن آهنگهای استفاده شده 1. موسیقی شب ("The Music of the Night") 2. نقطه ی بدون بازگشت ("The Point of No Return") 3. یک فانتزی ("Phantasia")            | "گذرگاه‌های دختر پاریسی" |
| ۲۰۱۴–۱۵ | بالاد شمارهٔ یک - آهنگسازی توسط فردریک شوپن - طراحی رقص توسط جِفری باتل                                                                                            | شبح اپرا - آهنگ سازی توسط اندرو لوید وِبِر - طراحی رقص توسط شِی-لین بورن آهنگهای استفاده شده 1. موسیقی شب ("The Music of the Night") 2. نقطه ی بدون بازگشت ("The Point of No Return") 3. یک فانتزی ("Phantasia")            | "سرگیجه"show |
| ۲۰۱۴–۱۵ | بالاد شمارهٔ یک - آهنگسازی توسط فردریک شوپن - طراحی رقص توسط جِفری باتل                                                                                            | شبح اپرا - آهنگ سازی توسط اندرو لوید وِبِر - طراحی رقص توسط شِی-لین بورن آهنگهای استفاده شده 1. موسیقی شب ("The Music of the Night") 2. نقطه ی بدون بازگشت ("The Point of No Return") 3. یک فانتزی ("Phantasia")            | "Believe"show - اجرا توسط چی نیللی - طراحی رقص توسط کِنجی میاموتو |
| ۲۰۱۴–۱۵ | بالاد شمارهٔ یک - آهنگسازی توسط فردریک شوپن - طراحی رقص توسط جِفری باتل                                                                                            | شبح اپرا - آهنگ سازی توسط اندرو لوید وِبِر - طراحی رقص توسط شِی-لین بورن آهنگهای استفاده شده 1. موسیقی شب ("The Music of the Night") 2. نقطه ی بدون بازگشت ("The Point of No Return") 3. یک فانتزی ("Phantasia")            | "سلام، من عاشقتم"show |
| ۲۰۱۴–۱۵ | بالاد شمارهٔ یک - آهنگسازی توسط فردریک شوپن - طراحی رقص توسط جِفری باتل                                                                                            | شبح اپرا - آهنگ سازی توسط اندرو لوید وِبِر - طراحی رقص توسط شِی-لین بورن آهنگهای استفاده شده 1. موسیقی شب ("The Music of the Night") 2. نقطه ی بدون بازگشت ("The Point of No Return") 3. یک فانتزی ("Phantasia")            | "سوگواری آسمان (بهشت) و زمین" "Requiem of Heaven and Earth"show - از سوگواری برای زلزله ی بزرگ شرق ژاپن 3.11 - اجرا توسط یاسونوبو ماتسوئو - طراحی رقص توسط کِنجی میاموتو |
| ۲۰۱۵–۱۶ | بالاد شمارهٔ یک | سِیمِی - از آهنگ دو فیلم اونمیوجی ۱ و اونمیوجی ۲ - آهنگ سازی توسط شیگِرو اومِبایاشی - طراحی رقص توسط شِی-لین بورن | "سوگواری آسمان (بهشت) و زمین" |
| ۲۰۱۵–۱۶ | بالاد شمارهٔ یک | سِیمِی - از آهنگ دو فیلم اونمیوجی ۱ و اونمیوجی ۲ - آهنگ سازی توسط شیگِرو اومِبایاشی - طراحی رقص توسط شِی-لین بورن | "آخرین مسافر زمان"show |
| ۲۰۱۶–۱۷ | "بیا دیوونه بشیم" ("Let's Go Crazy") - اجرا توسط پرینس - طراحی رقص توسط جِفری باتل                                                                                | امید و میراث - آهنگسازی توسط جو هیسایشی - طراحی رقص توسط شی-لین بورن آهنگهای استفاده شده 1. صدای سکوت "View of Silence" (from Pretender) 1. آهنگ رویای آسیا "Asia Dream Song" (from Piano Stories II – The Wind of Life) | ""شب پرستاره (قو)"" - آهنگسازی توسط تونی رنیس و کامی سن-سانس - اجرا توسط ایل وولو - طراحی رقص توسط دیوید ویلسون                                                         |
| ۲۰۱۶–۱۷ | "بیا دیوونه بشیم" ("Let's Go Crazy") - اجرا توسط پرینس - طراحی رقص توسط جِفری باتل                                                                                | امید و میراث - آهنگسازی توسط جو هیسایشی - طراحی رقص توسط شی-لین بورن آهنگهای استفاده شده 1. صدای سکوت "View of Silence" (from Pretender) 1. آهنگ رویای آسیا "Asia Dream Song" (from Piano Stories II – The Wind of Life) | بالاد شمارهٔ یکshow |
| ۲۰۱۷–۱۸ | بالاد شمارهٔ یک | سِیمِی | "شب پرستاره (قو)" |
| ۲۰۱۷–۱۸ | بالاد شمارهٔ یک | سِیمِی | میدلیِ با بال ادامه می دهدContinues Wings medleys |
| ۲۰۱۷–۱۸ | بالاد شمارهٔ یک | سِیمِی | "بالهای کلمات" ("Wings of Words")show - آهنگسازی توسط یوکینوجو موری، یوکوکاسیناگایا و نائوهیسا تانیگوچی - اجرا توسط Chemistry                                           |
| ۲۰۱۷–۱۸ | بالاد شمارهٔ یک | سِیمِی | امید و میراث(Hope and Legacy)show |
| ۲۰۱۷–۱۸ | بالاد شمارهٔ یک | سِیمِی | "بهار، بیا" "春よ、来い" (Haru yo, Koi) show - آهنگی از یومی ماتسوتویا - اجرا توسط شینیا کیوزوکا - طراحی رقص توسط دیوید ویلسون                                          |
| ۲۰۱۸–۱۹ | "پاییزی" ("Otoñal") - آهنگسازی توسط رائول دی بلاسیو - طراحی رقص توسط جِفری باتل                                                                                   | خاستگاه (Origin) - آهنگ سازی توسط ادوین مارتون - طراحی رقص توسط شی-لین بورن آهنگهای استفاده شده 1. هنر بر روی یخ ("Art On Ice") 2. استرادیواریوس جادویی ("Magic Stradivarius")                                           | "بهار، بیا" "春よ、来い" (Haru yo, Koi) |
| ۲۰۱۸–۱۹ | "پاییزی" ("Otoñal") - آهنگسازی توسط رائول دی بلاسیو - طراحی رقص توسط جِفری باتل                                                                                   | خاستگاه (Origin) - آهنگ سازی توسط ادوین مارتون - طراحی رقص توسط شی-لین بورن آهنگهای استفاده شده 1. هنر بر روی یخ ("Art On Ice") 2. استرادیواریوس جادویی ("Magic Stradivarius")                                           | "Masquerade"show - اجرا توسط توشی - طراحی رقص توسط شی-لین بورن |
| ۲۰۱۸–۱۹ | "پاییزی" ("Otoñal") - آهنگسازی توسط رائول دی بلاسیو - طراحی رقص توسط جِفری باتل                                                                                   | خاستگاه (Origin) - آهنگ سازی توسط ادوین مارتون - طراحی رقص توسط شی-لین بورن آهنگهای استفاده شده 1. هنر بر روی یخ ("Art On Ice") 2. استرادیواریوس جادویی ("Magic Stradivarius")                                           | "خاطرات کریستال" ("Crystal Memories")show - اجرا توسط توشی - طراحی رقص توسط دیوید ویلسون                                                                                |
| ۲۰۱۹–۲۰ | "پاییزی" ("Otoñal") | خاستگاه (Origin) | "گذرگاه‌های دختر پاریسی" |
| ۲۰۱۹–۲۰ | "پاییزی" ("Otoñal") | خاستگاه (Origin) | "بهار، بیا" "春よ、来い" (Haru yo, Koi) |
| ۲۰۱۹–۲۰ | "پاییزی" ("Otoñal") | خاستگاه (Origin) | "شب پرستاره (قو)" |
| ۲۰۱۹–۲۰ | "پاییزی" ("Otoñal") | خاستگاه (Origin) | سِیمِی |
| ۲۰۱۹–۲۰ | بالاد شمارهٔ یک | سِیمِی | امید و میراث |
| ۲۰۲۰–۲۱ | " بذار سرگرمت کنم" ("Let Me Entertain You") - اجرا توسط رابی ویلیامز - طراحی رقص توسط جِفری باتل                                                                  | آسمان (بهشت) و زمین (ژاپنی: 天と地と) - آهنگسازی توسط ایسائو تومیتا - طراحی رقص توسط شی-لین بورن آهنگهای استفاده شده 1. "Ten to Chi to (آهنگ تیتراژ ابتدایی)" 2. "Shin Heike Monogatari (آهنگ تیتراژ ابتدایی)"           | "بهار، بیا" "春よ、来い" (Haru yo, Koi) |
| ۲۰۲۰–۲۱ | " بذار سرگرمت کنم" ("Let Me Entertain You") - اجرا توسط رابی ویلیامز - طراحی رقص توسط جِفری باتل                                                                  | آسمان (بهشت) و زمین (ژاپنی: 天と地と) - آهنگسازی توسط ایسائو تومیتا - طراحی رقص توسط شی-لین بورن آهنگهای استفاده شده 1. "Ten to Chi to (آهنگ تیتراژ ابتدایی)" 2. "Shin Heike Monogatari (آهنگ تیتراژ ابتدایی)"           | "گلها خواهند شکفت" "花は咲く" (Hana wa Saku) |
| ۲۰۲۰–۲۱ | " بذار سرگرمت کنم" ("Let Me Entertain You") - اجرا توسط رابی ویلیامز - طراحی رقص توسط جِفری باتل                                                                  | آسمان (بهشت) و زمین (ژاپنی: 天と地と) - آهنگسازی توسط ایسائو تومیتا - طراحی رقص توسط شی-لین بورن آهنگهای استفاده شده 1. "Ten to Chi to (آهنگ تیتراژ ابتدایی)" 2. "Shin Heike Monogatari (آهنگ تیتراژ ابتدایی)"           | "بیا دیوونه بشیم"show |
| ۲۰۲۱–۲۲ | Introduction and Rondo Capriccioso - آهنگسازی توسط کامی سن-سانس - اجرا توسط شینیا کیوزوکا - طراحی رقص توسط جِفری باتل و شِی-لین بورن                               | آسمان (بهشت) و زمین (ژاپنی: 天と地と) | "Masquerade"show |
| ۲۰۲۱–۲۲ | Introduction and Rondo Capriccioso - آهنگسازی توسط کامی سن-سانس - اجرا توسط شینیا کیوزوکا - طراحی رقص توسط جِفری باتل و شِی-لین بورن                               | آسمان (بهشت) و زمین (ژاپنی: 天と地と) | " بذار سرگرمت کنم" |
| ۲۰۲۱–۲۲ | Introduction and Rondo Capriccioso - آهنگسازی توسط کامی سن-سانس - اجرا توسط شینیا کیوزوکا - طراحی رقص توسط جِفری باتل و شِی-لین بورن                               | آسمان (بهشت) و زمین (ژاپنی: 天と地と) | "بهار، بیا" "春よ、来い" (Haru yo, Koi) |
| ۲۰۲۱–۲۲ | Introduction and Rondo Capriccioso - آهنگسازی توسط کامی سن-سانس - اجرا توسط شینیا کیوزوکا - طراحی رقص توسط جِفری باتل و شِی-لین بورن                               | آسمان (بهشت) و زمین (ژاپنی: 天と地と) | "چهره ی واقعی" "Real Face"show - اجرا توسط شیکائو سوگا |
| ۲۰۲۱–۲۲ | Introduction and Rondo Capriccioso - آهنگسازی توسط کامی سن-سانس - اجرا توسط شینیا کیوزوکا - طراحی رقص توسط جِفری باتل و شِی-لین بورن                               | آسمان (بهشت) و زمین (ژاپنی: 天と地と) | "دلیل" "レゾン"(Raison)show - اجرا توسط تایسِی میاکاوا - طراحی رقص توسط دیوید ویلسون و یوزورو هانیو                                                                      |
| ۲۰۲۱–۲۲ | Introduction and Rondo Capriccioso - آهنگسازی توسط کامی سن-سانس - اجرا توسط شینیا کیوزوکا - طراحی رقص توسط جِفری باتل و شِی-لین بورن                               | آسمان (بهشت) و زمین (ژاپنی: 天と地と) | "نُترِدام پاریس" - اجرا توسط سِیکو نییزوما و نائوتو - آهنگسازی توسط ریکاردو کوکیانته                                                                                       |

## استایل و هنر اسکیت

حرکات مشخصه ی هانیو
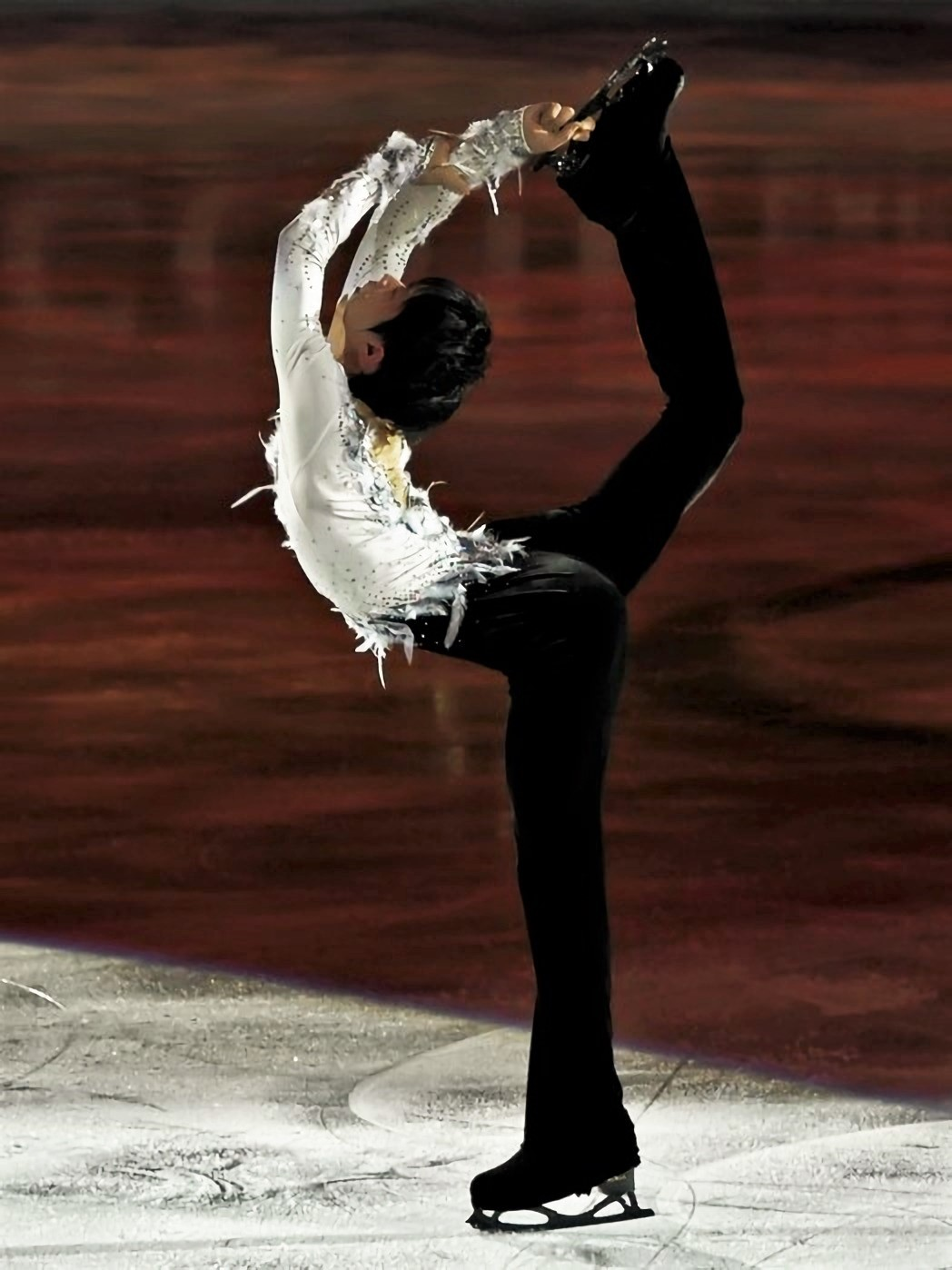
چرخش بیِلمان لمیده
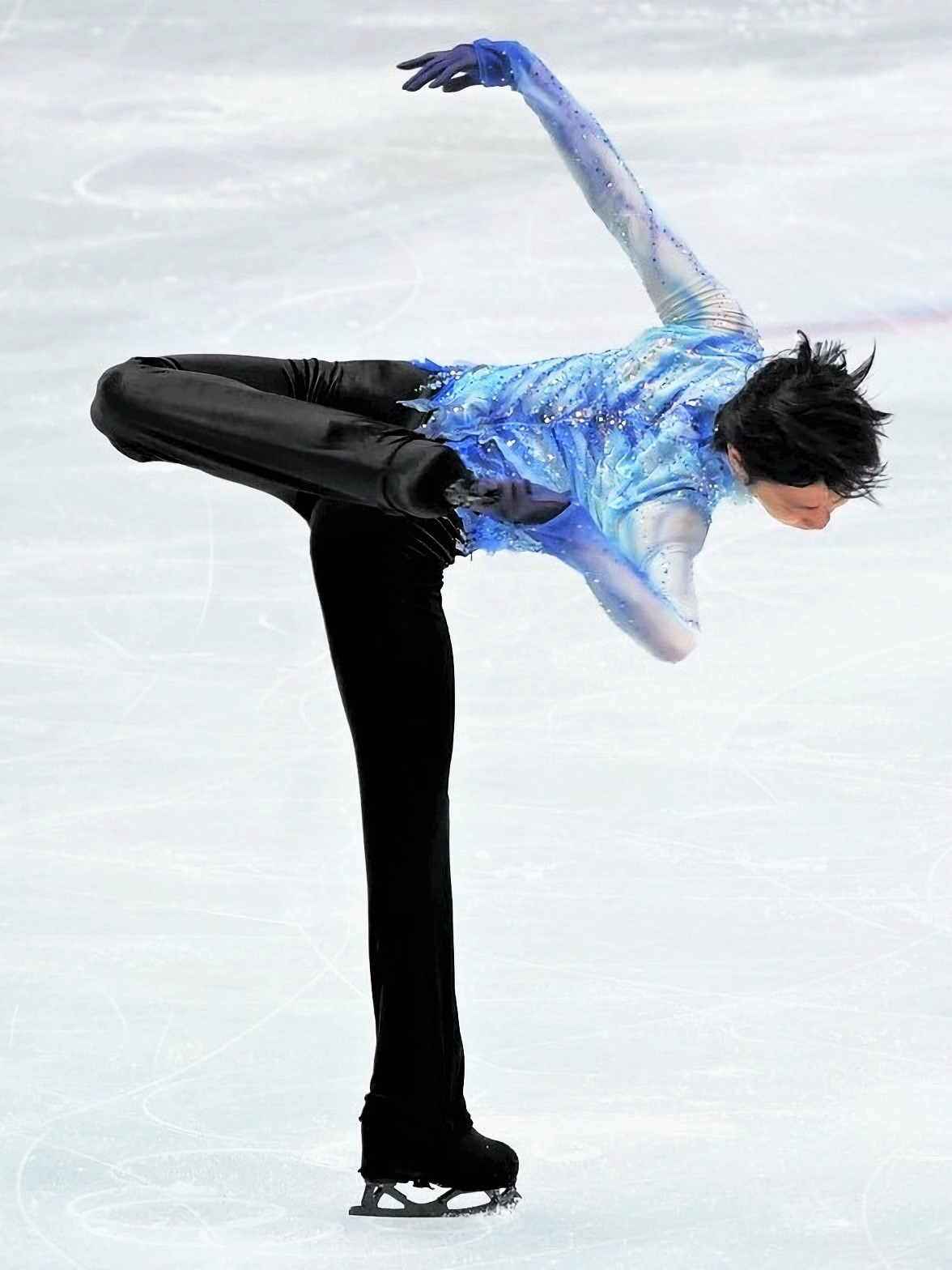
چرخش شتری از نوع دونات
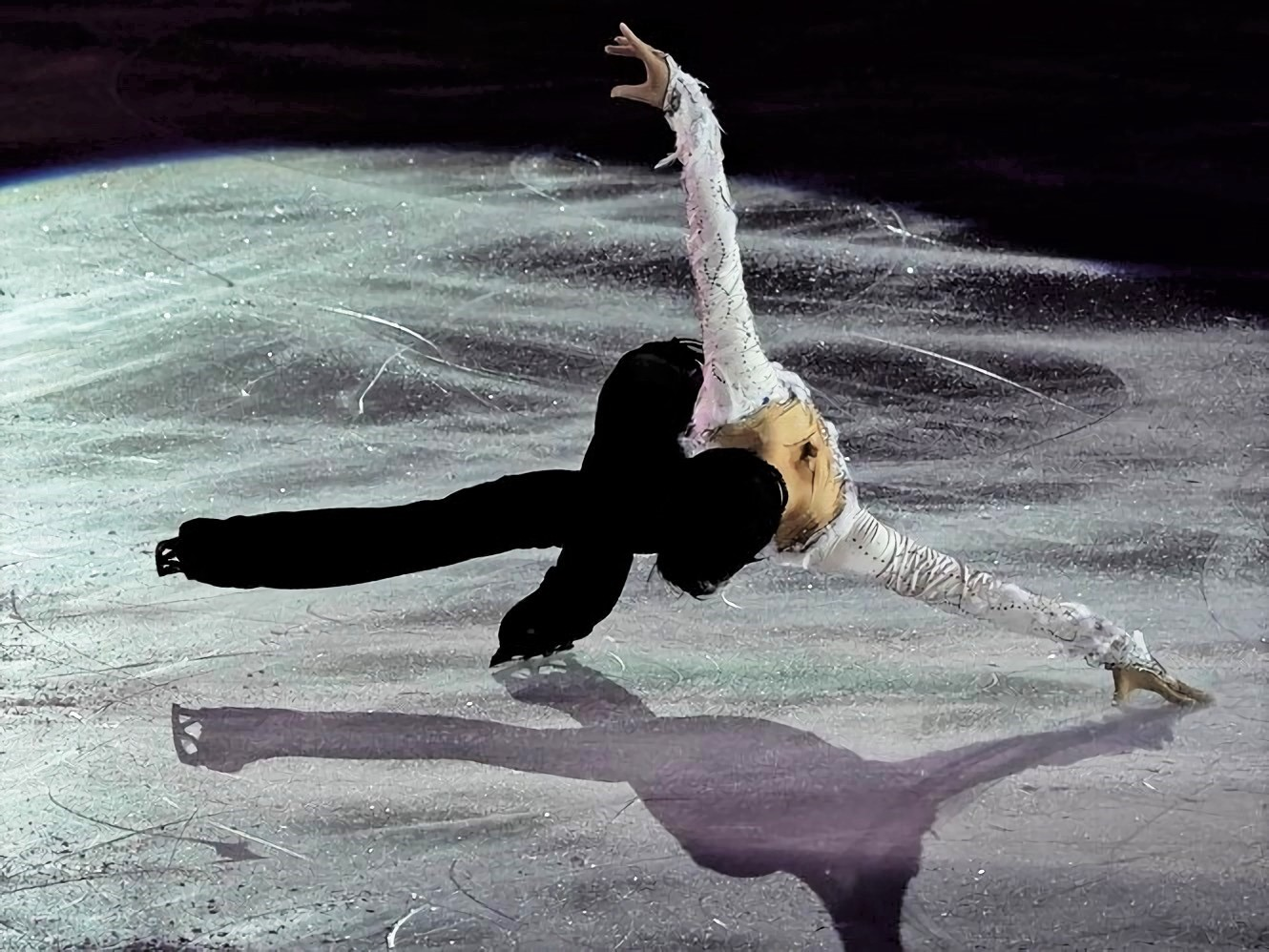
هیدروبلِید با یک دست
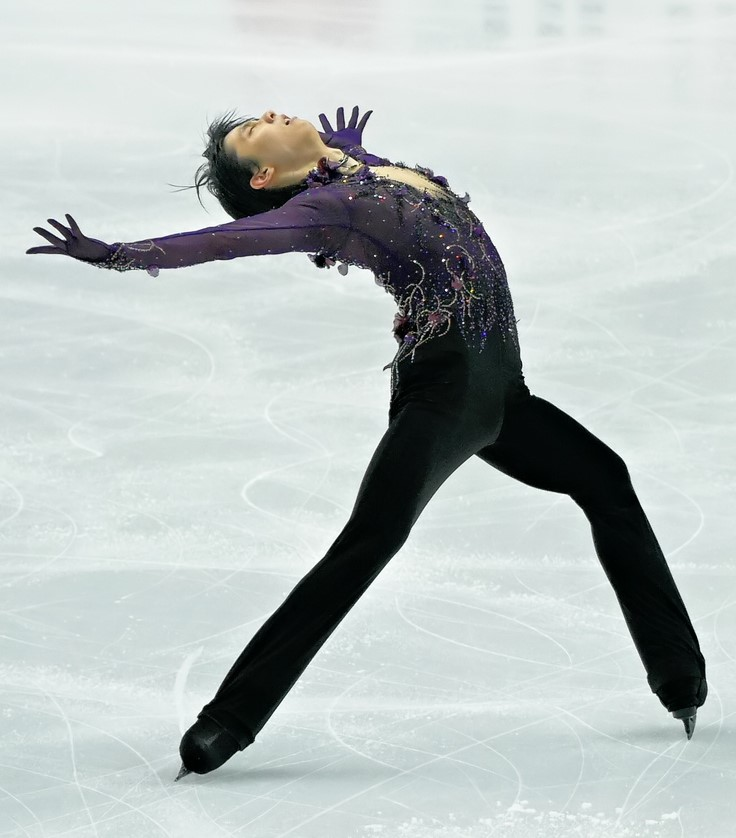
اینا باوِر لمیده
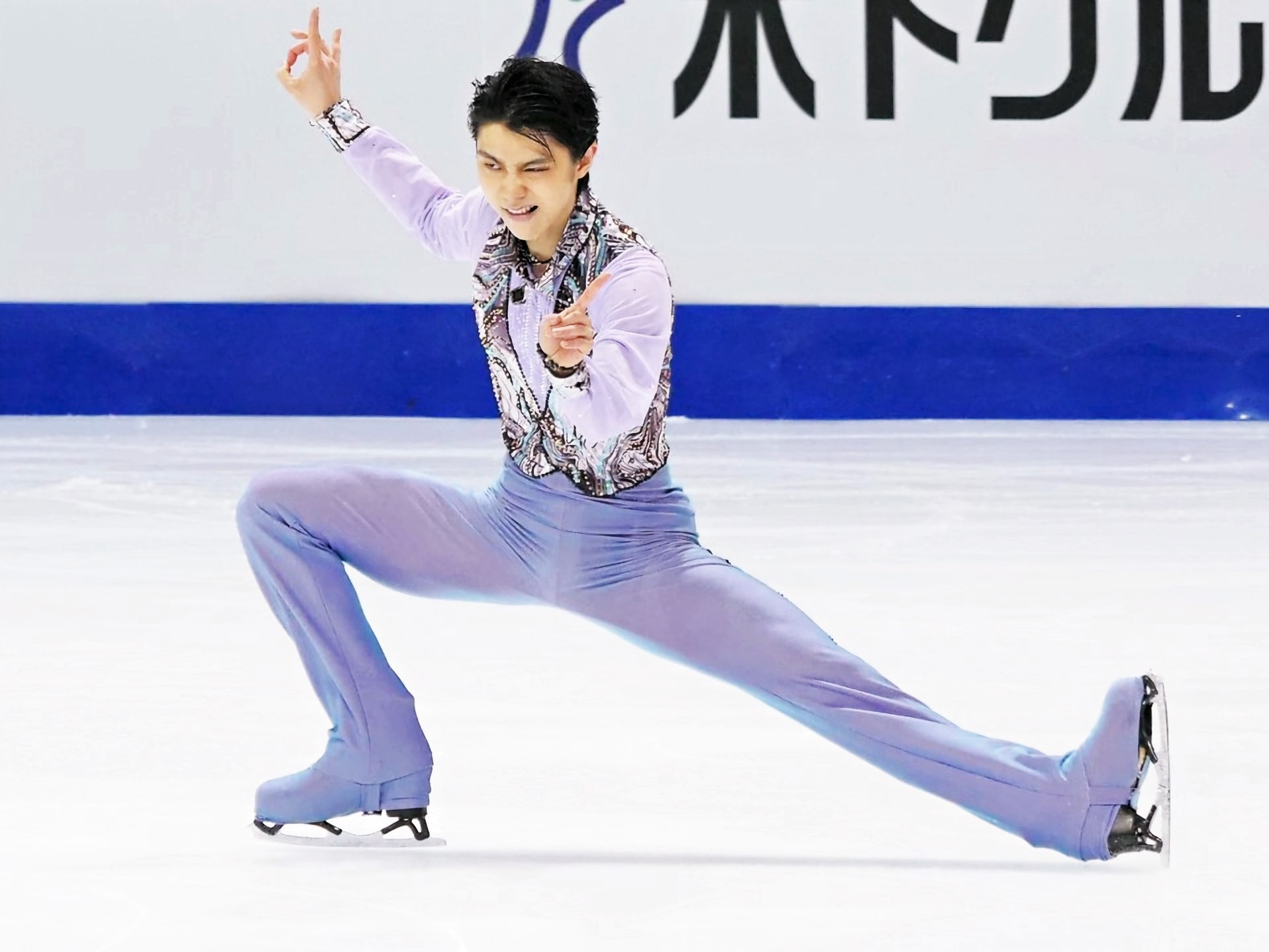
خیز بغل (حرکت پیستول)

## جزئیات امتیازها و نتایج
- ^  –مسابقهٔ تیمی

### سطح بزرگسالان با سیستم امتیاز دهی +5/-5 GOE

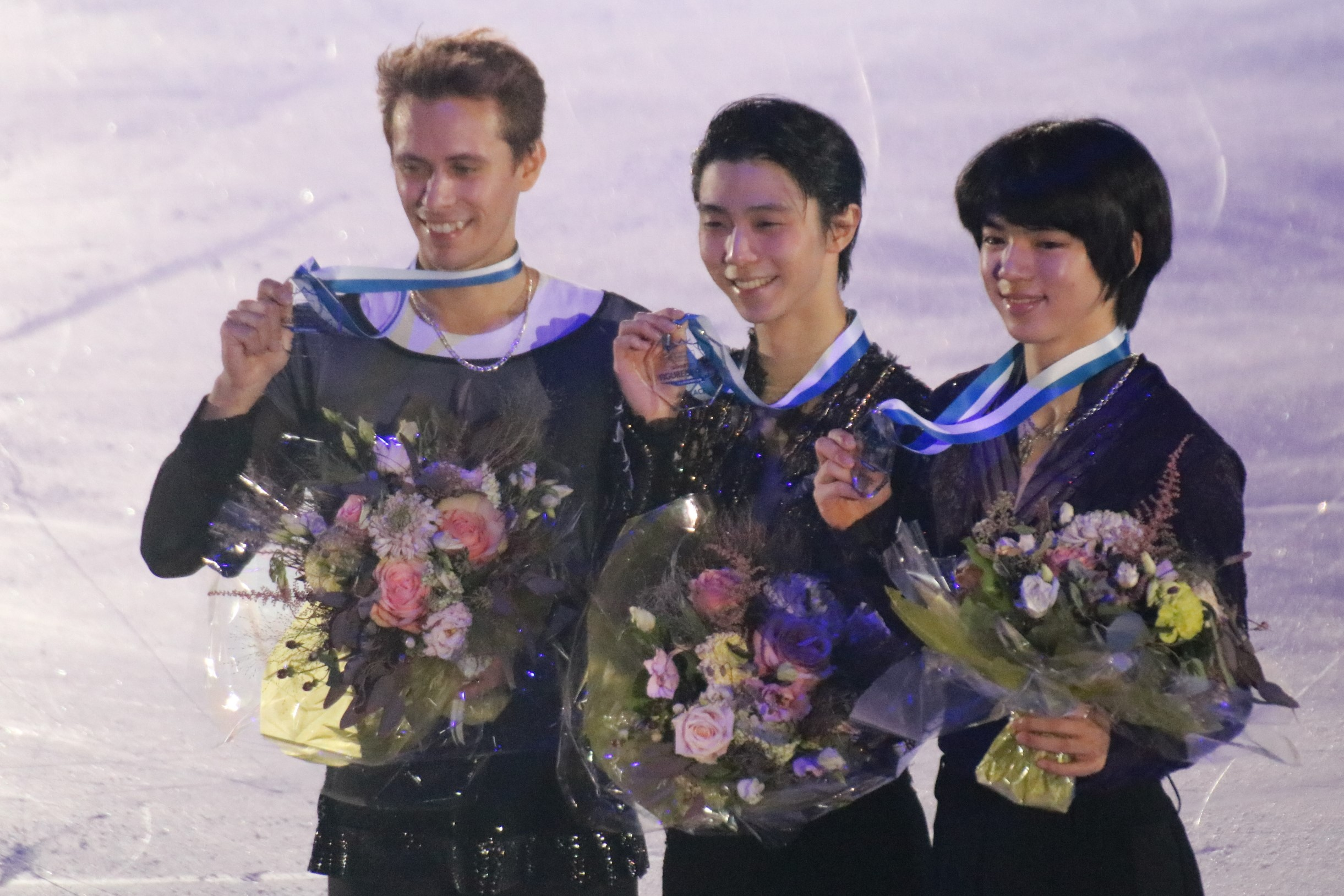
هانیو یوزورو (وسط) Michal Březina (چپ) و Cha Jun-hwan (راست) در سکوی 2018 Grand Prix of Helsinki

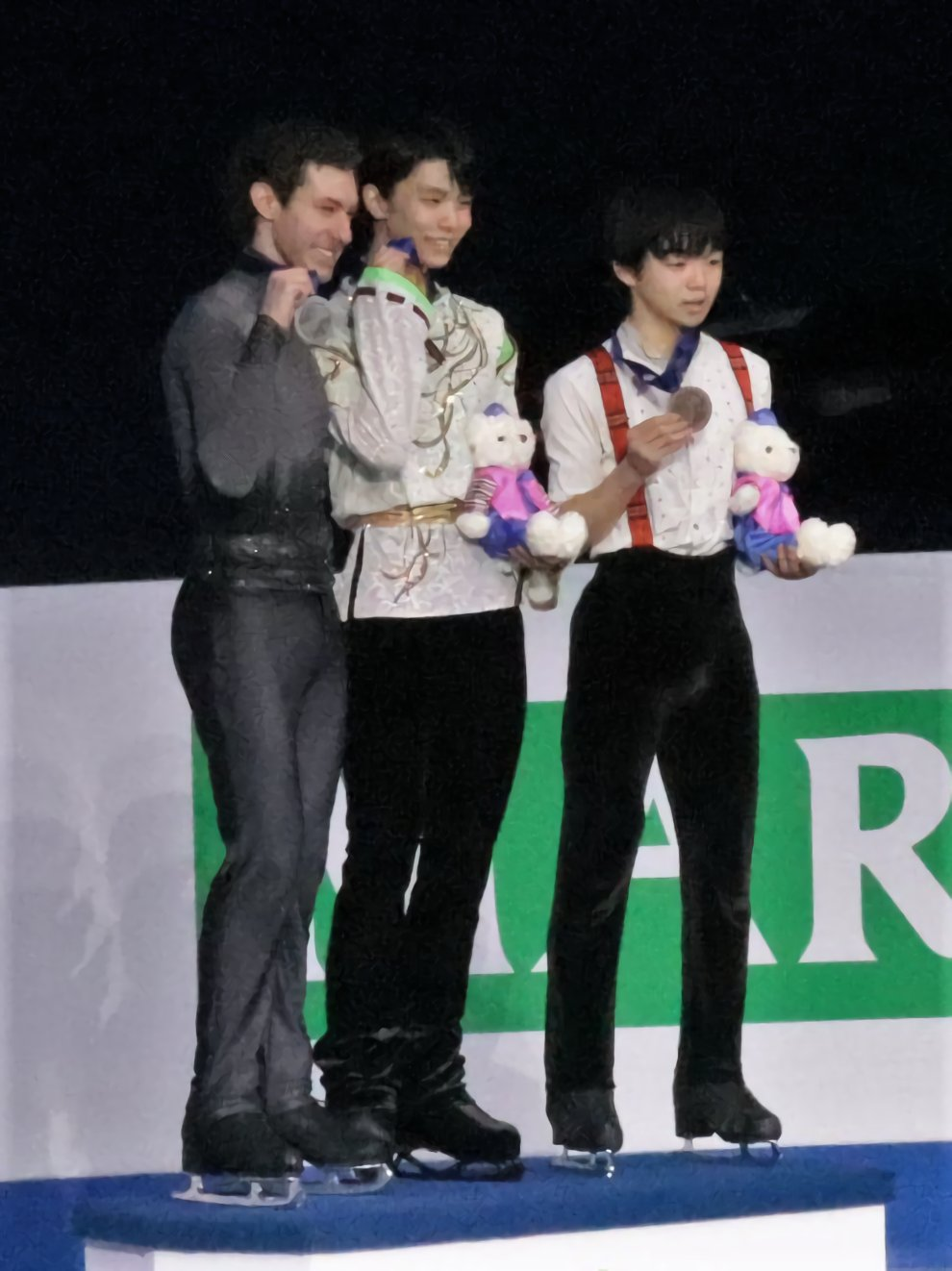
در سکوی 2020 قهرمانی چهار قاره هانیو یوزورو سوپر اسلمخود را کامل کرد و صاحب مدال طلا شد. جِیسون براون (چپ) و کاگیاما یوما (راست).

- رکورد جهانی به صورت بولد و ایتالیک هایلایت شده‌است

| تاریخ               | رویداد                                               | SP | SP     | FS | FS     | مجموع | مجموع  | Ref.   |
| تاریخ               | رویداد                                               | P  | امتیاز | P  | امتیاز | P     | امتیاز | Ref.   |
| ------------------- | ---------------------------------------------------- | -- | ------ | -- | ------ | ----- | ------ | ------ |
| سپتامبر ۲۰–۲۲، ۲۰۱۸ | 2018 مسابقات بین المللی کلاسیک پاییزه ی اسکیت کانادا | ۱  | ۹۷٫۷۴  | ۲  | ۱۶۵٫۹۱ | ۱     | ۲۶۳٫۶۵ | جزئیات |
| نوامبر ۲–۴، ۲۰۱۸    | 2018 جایزه بزرگ هلسینکی                              | ۱  | ۱۰۶٫۶۹ | ۱  | ۱۹۰٫۴۳ | ۱     | ۲۹۷٫۱۲ | جزئیات |
| نوامبر ۱۶–۱۸، ۲۰۱۸  | 2018 جام روستِلِکام                                    | ۱  | ۱۱۰٫۵۳ | ۱  | ۱۶۷٫۸۹ | ۱     | ۲۷۸٫۴۲ | جزئیات |
| مارس ۱۸–۲۴، ۲۰۱۹    | 2019 قهرمانی جهان                                    | ۳  | ۹۴٫۸۷  | ۲  | ۲۰۶٫۱۰ | ۲     | ۳۰۰٫۹۷ | جزئیات |

| تاریخ               | رویداد                                               | SP | SP     | FS | FS     | مجموع | مجموع  | Ref.   |
| تاریخ               | رویداد                                               | P  | امتیاز | P  | امتیاز | P     | امتیاز | Ref.   |
| ------------------- | ---------------------------------------------------- | -- | ------ | -- | ------ | ----- | ------ | ------ |
| سپتامبر ۱۲–۱۴، ۲۰۱۹ | 2019 مسابقات بین المللی کلاسیک پاییزه ی اسکیت کانادا | ۱  | ۹۸٫۳۸  | ۱  | ۱۸۰٫۶۷ | ۱     | ۲۷۹٫۰۵ | جزئیات |
| اکتبر ۲۵–۲۷، ۲۰۱۹   | 2019 اسکیت بین المللی کانادا                         | ۱  | ۱۰۹٫۶۰ | ۱  | ۲۱۲٫۹۹ | ۱     | ۳۲۲٫۵۹ | جزئیات |
| نوامبر ۲۲–۲۴، ۲۰۱۹  | 2019 جام اِن اِچ کِی                                    | ۱  | ۱۰۹٫۳۴ | ۱  | ۱۹۵٫۷۱ | ۱     | ۳۰۵٫۰۵ | جزئیات |
| دسامبر ۵–۸، ۲۰۱۹    | 2019–20 فینال جایزه بزرگ فصل                         | ۲  | ۹۷٫۴۳  | ۲  | ۱۹۴٫۰۰ | ۲     | ۲۹۱٫۴۳ | جزئیات |
| دسامبر ۱۸–۲۲، ۲۰۱۹  | 2019–20 قهرمانی ژاپن                                 | ۱  | ۱۱۰٫۷۲ | ۳  | ۱۷۲٫۰۵ | ۲     | ۲۸۲٫۷۷ | جزئیات |
| فوریه ۴–۹، ۲۰۲۰     | 2020 قهرمانی چهار قاره                               | ۱  | ۱۱۱٫۸۲ | ۱  | ۱۸۷٫۶۰ | ۱     | ۲۹۹٫۴۲ | جزئیات |

| تاریخ              | رویداد                   | SP | SP     | FS | FS     | مجموع | مجموع  | Ref.   |
| تاریخ              | رویداد                   | P  | امتیاز | P  | امتیاز | P     | امتیاز | Ref.   |
| ------------------ | ------------------------ | -- | ------ | -- | ------ | ----- | ------ | ------ |
| دسامبر ۲۴–۲۷، ۲۰۲۰ | 2020–21 قهرمانی ژاپن     | ۱  | ۱۰۳٫۵۳ | ۱  | ۲۱۵٫۸۳ | ۱     | ۳۱۹٫۳۶ | جزئیات |
| مارس ۲۲–۲۸، ۲۰۲۱   | 2021 قهرمانی جهان        | ۱  | ۱۰۶٫۹۸ | ۴  | ۱۸۲٫۲۰ | ۳     | ۲۸۹٫۱۸ | جزئیات |
| آپریل ۱۵–۱۸، ۲۰۲۱  | 2021 جام جهانی تیمی team | ۲  | ۱۰۷٫۱۲ | ۲  | ۱۹۳٫۷۶ | 3 (2) | ۳۰۰٫۸۸ | جزئیات |

| تاریخ              | رویداد               | SP | SP     | FS | FS     | مجموع | مجموع  | Ref.   |
| تاریخ              | رویداد               | P  | امتیاز | P  | امتیاز | P     | امتیاز | Ref.   |
| ------------------ | -------------------- | -- | ------ | -- | ------ | ----- | ------ | ------ |
| دسامبر ۲۲–۲۶، ۲۰۲۱ | 2021–22 قهرمانی ژاپن | ۱  | ۱۱۱٫۳۱ | ۱  | ۲۱۱٫۰۵ | ۱     | ۳۲۲٫۳۶ | جزئیات |
| فوریه ۸–۱۰، ۲۰۲۲   | 2022 المپیک زمستانی  | ۸  | ۹۵٫۱۵  | ۳  | ۱۸۸٫۰۶ | ۴     | ۲۸۳٫۲۱ | جزئیات |

### سطح بزرگسالان با سیستم امتیاز دهی +3/-3 GOE

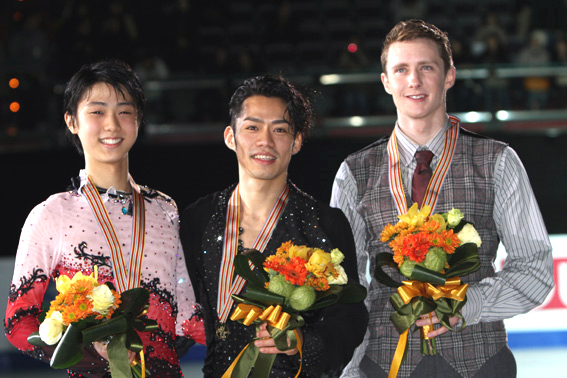
هانیو یوزورو (چپ) تاکاهاشی دایسوکه (وسط) و Jeremy Abbott (راست) در سکوی 2011 قهرمانی چهار قاره

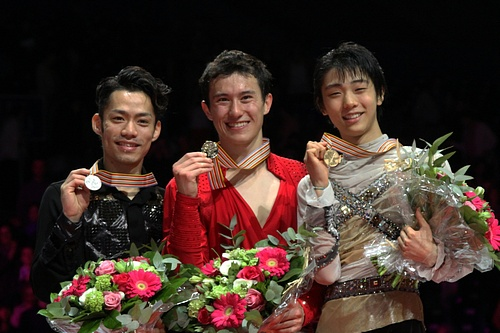
هانیو یوزورو (راست) پاتریک چان (وسط) و تاکاهاشی دایسوکه (چپ) در سکوی 2012 قهرمانی جهان

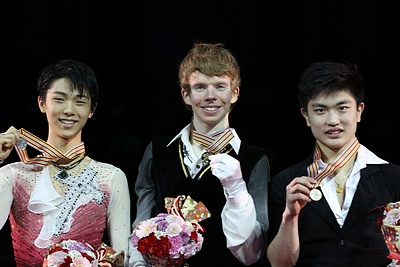
هانیو یوزورو (چپ) Kevin Reynolds (وسط) و هان یان (راست) در سکوی 2013 قهرمانی چهار قاره

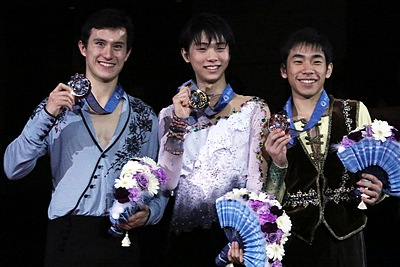
هانیو یوزورو (وسط) پاتریک چان (چپ) و اودا نوبوناری (راست) در سکوی 2013–14 فینال جایزه بزرگ فصل

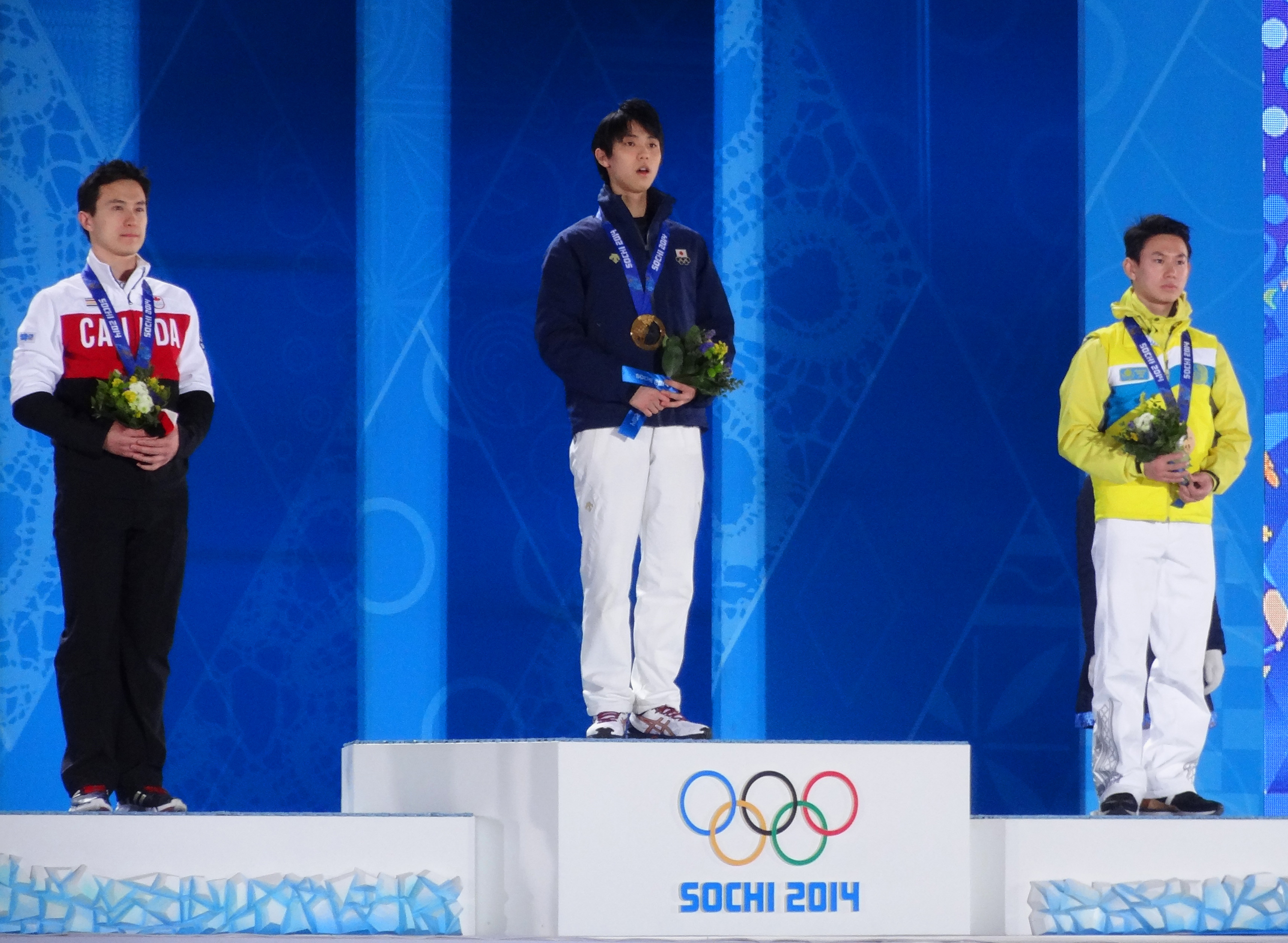
هانیو یوزورو (وسط) پاتریک چان (چپ) و Denis Ten (راست) در سکوی 2014 المپیک زمستانی

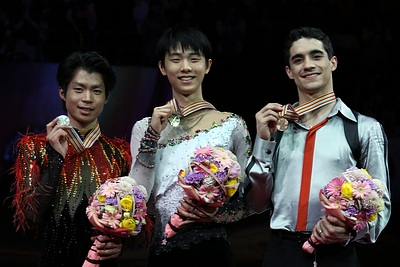
هانیو یوزورو (وسط) Tatsuki Machida (چپ) و Javier Fernández (راست) در سکوی 2014 قهرمانی جهان

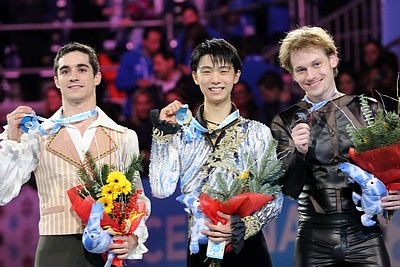
هانیو یوزورو (وسط) Javier Fernández (چپ) و Sergei Voronov (راست) در سکوی 2014–15 فینال جایزه بزرگ فصل

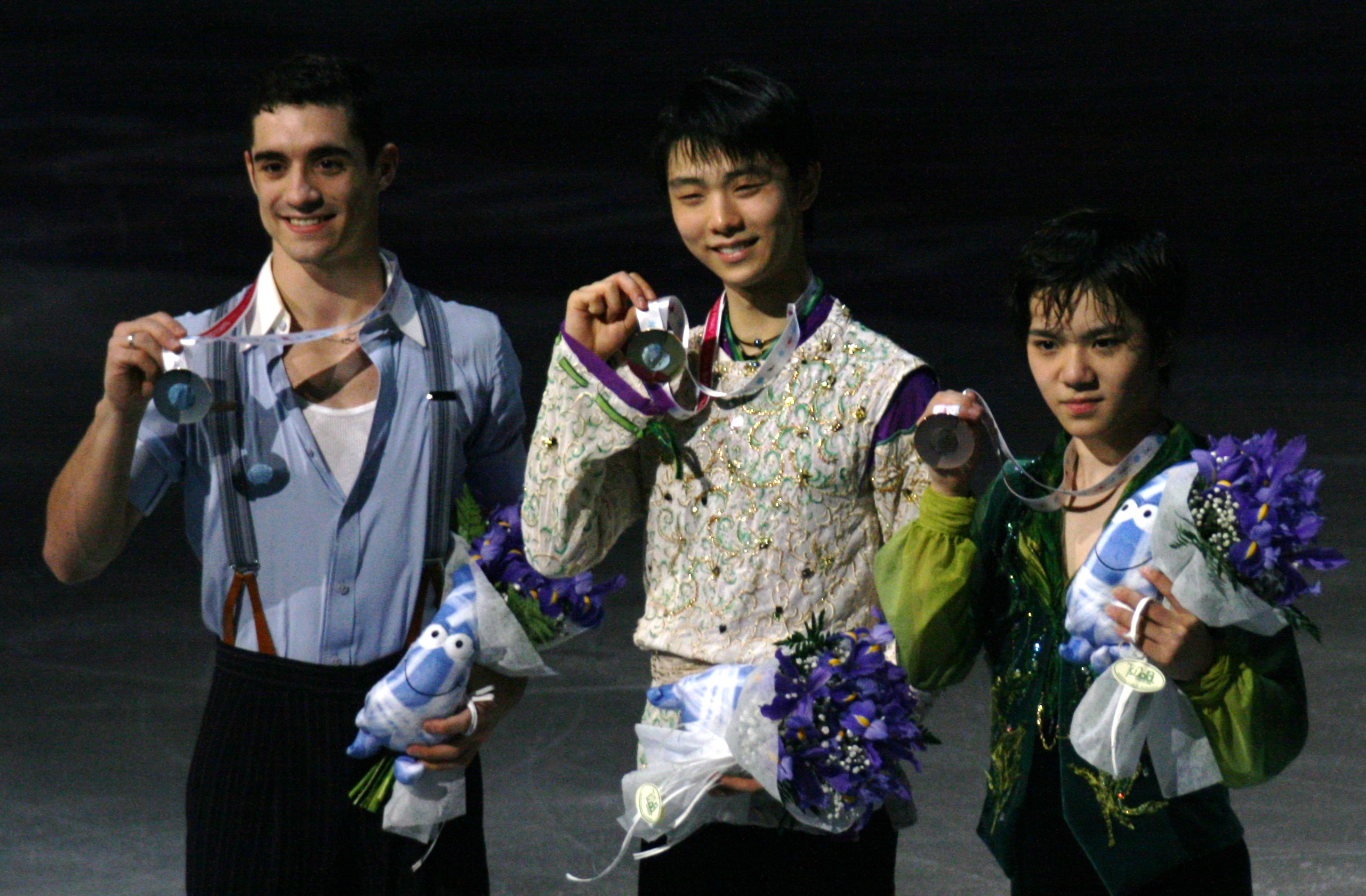
هانیو یوزورو (وسط) Javier Fernández (چپ) و اونو شوما (راست) در سکوی 2015–16 فینال جایزه بزرگ فصل

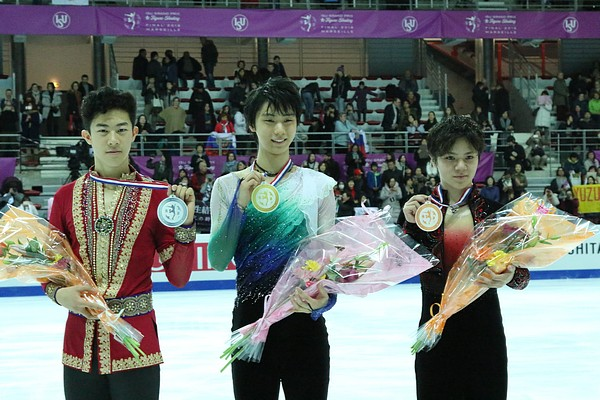
هانیو یوزورو (وسط) نِیثان چن (چپ) و اونو شوما (راست) در سکوی 2016–17 فینال جایزه بزرگ فصل

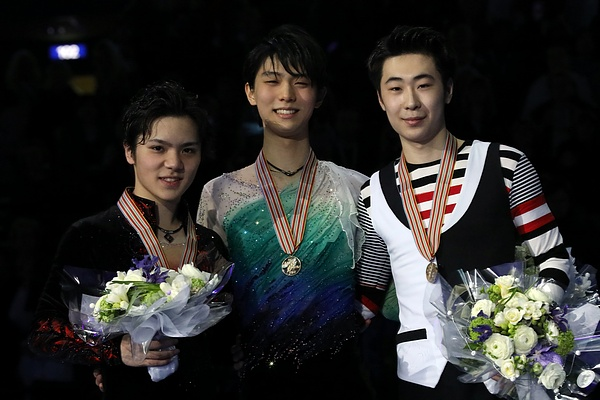
در سکوی 2017 قهرمانی جهانبرای اولین بار در تاریخ، هر سه برنده ی مدال، هانیو یوزورو (وسط)، اونو شوما (چپ) و Jin Boyang (راست) در مجموع بیش از سیصد امتیاز کسب کردند.

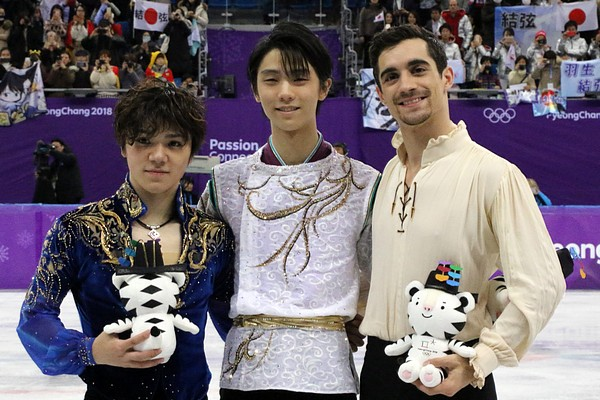
هانیو یوزورو (وسط) اونو شوما (چپ) و Javier Fernández (راست) در سکوی 2018 المپیک زمستانی

- رکودهای جهانی تاریخی به صورت بولد و ایتالیک هایلایت شده‌است

| تاریخ              | رویداد                 | SP | SP     | FS | FS     | مجموع | مجموع  | Ref.   |
| تاریخ              | رویداد                 | P  | امتیاز | P  | امتیاز | P     | امتیاز | Ref.   |
| ------------------ | ---------------------- | -- | ------ | -- | ------ | ----- | ------ | ------ |
| اکتبر 21–24، 2010  | 2010 جام اِن اِچ کِی      | 5  | 69.31  | 4  | 138.41 | 4     | 207.72 | جزئیات |
| نوامبر ۱۸–۲۱، ۲۰۱۰ | 2010 جام روسیه         | ۶  | ۷۰٫۲۴  | ۶  | ۱۳۲٫۴۲ | ۷     | ۲۰۲٫۶۶ | جزئیات |
| دسامبر ۲۴–۲۷، ۲۰۱۰ | 2010–11 قهرمانی ژاپن   | ۲  | ۷۸٫۹۴  | ۴  | ۱۴۱٫۱۲ | ۴     | ۲۲۰٫۰۶ | جزئیات |
| فوریه ۱۵–۲۰، ۲۰۱۱  | 2011 قهرمانی چهار قاره | ۳  | ۷۶٫۴۳  | ۳  | ۱۵۱٫۵۸ | ۲     | ۲۲۸٫۰۱ | جزئیات |

| تاریخ                   | رویداد                       | SP | SP     | FS | FS     | مجموع | مجموع  | Ref.   |
| تاریخ                   | رویداد                       | P  | امتیاز | P  | امتیاز | P     | امتیاز | Ref.   |
| ----------------------- | ---------------------------- | -- | ------ | -- | ------ | ----- | ------ | ------ |
| سپتامبر ۲۱–۲۴، ۲۰۱۱     | 2011 جام نِبِلهورن             | ۱  | ۷۵٫۲۶  | ۱  | ۱۵۱٫۰۰ | ۱     | ۲۲۶٫۲۶ | جزئیات |
| نوامبر ۴–۶، ۲۰۱۱        | 2011 جام چین                 | ۲  | ۸۱٫۳۷  | ۴  | ۱۴۵٫۱۶ | ۴     | ۲۲۶٫۵۳ | جزئیات |
| نوامبر ۲۵–۲۷، ۲۰۱۱      | 2011 جام روستِلِکام            | ۲  | ۸۲٫۷۸  | ۲  | ۱۵۸٫۸۸ | ۱     | ۲۴۱٫۶۶ | جزئیات |
| دسامبر ۸–۱۱، ۲۰۱۱       | 2011–12 فینال جایزه بزرگ فصل | ۴  | ۷۹٫۳۳  | ۳  | ۱۶۶٫۴۹ | ۴     | ۲۴۵٫۸۲ | جزئیات |
| دسامبر ۲۲–۲۶، ۲۰۱۱      | 2011–12 قهرمانی ژاپن         | ۴  | ۷۴٫۳۲  | ۱  | ۱۶۷٫۵۹ | ۳     | ۲۴۱٫۹۱ | جزئیات |
| مارس 26 – آپریل ۱، ۲۰۱۲ | 2012 قهرمانی جهان            | ۷  | ۷۷٫۰۷  | ۲  | ۱۷۳٫۹۹ | ۳     | ۲۵۱٫۰۶ | جزئیات |

| تاریخ              | رویداد                       | SP | SP     | FS | FS     | مجموع | مجموع  | Ref.   |
| تاریخ              | رویداد                       | P  | امتیاز | P  | امتیاز | P     | امتیاز | Ref.   |
| ------------------ | ---------------------------- | -- | ------ | -- | ------ | ----- | ------ | ------ |
| اکتبر ۴–۷، ۲۰۱۲    | 2012 Finlandia Trophy        | ۲  | ۷۵٫۵۷  | ۱  | ۱۷۲٫۵۶ | ۱     | ۲۴۸٫۱۳ | جزئیات |
| اکتبر ۱۹–۲۱، ۲۰۱۲  | 2012 اسکیت آمریکا            | ۱  | ۹۵٫۰۷  | ۳  | ۱۴۸٫۶۷ | ۲     | ۲۴۳٫۷۴ | جزئیات |
| نوامبر ۲۳–۲۵، ۲۰۱۲ | 2012 جام اِن اِچ کِی            | ۱  | ۹۵٫۳۲  | ۱  | ۱۶۵٫۷۱ | ۱     | ۲۶۱٫۰۳ | جزئیات |
| دسامبر ۶–۹، ۲۰۱۲   | 2012–13 فینال جایزه بزرگ فصل | ۳  | ۸۷٫۱۷  | ۲  | ۱۷۷٫۱۲ | ۲     | ۲۶۴٫۲۹ | جزئیات |
| دسامبر ۲۰–۲۴، ۲۰۱۲ | 2012–13 قهرمانی ژاپن         | ۱  | ۹۷٫۶۸  | ۲  | ۱۸۷٫۵۵ | ۱     | ۲۸۵٫۲۳ | جزئیات |
| فوریه ۸–۱۱، ۲۰۱۳   | 2013 قهرمانی چهار قاره       | ۱  | ۸۷٫۶۵  | ۳  | ۱۵۸٫۷۳ | ۲     | ۲۴۶٫۳۸ | جزئیات |
| مارس ۱۰–۱۷، ۲۰۱۳   | 2013 قهرمانی جهان            | ۹  | ۷۵٫۹۴  | ۳  | ۱۶۹٫۰۵ | ۴     | ۲۴۴٫۹۹ | جزئیات |

| تاریخ              | رویداد                       | SP | SP     | FS | FS     | مجموع | مجموع  | Ref.   |
| تاریخ              | رویداد                       | P  | امتیاز | P  | امتیاز | P     | امتیاز | Ref.   |
| ------------------ | ---------------------------- | -- | ------ | -- | ------ | ----- | ------ | ------ |
| اکتبر ۴–۶، ۲۰۱۳    | 2013 Finlandia Trophy        | ۱  | ۸۴٫۶۶  | ۱  | ۱۸۰٫۹۳ | ۱     | ۲۶۵٫۵۹ | جزئیات |
| اکتبر ۲۵–۲۷، ۲۰۱۳  | 2013 اسکیت بین المللی کانادا | ۳  | ۸۰٫۴۰  | ۲  | ۱۵۴٫۴۰ | ۲     | ۲۳۴٫۸۰ | جزئیات |
| نوامبر ۱۵–۱۷، ۲۰۱۳ | 2013 Trophée Éric Bompard    | ۲  | ۹۵٫۳۷  | ۲  | ۱۶۸٫۲۲ | ۲     | ۲۶۳٫۵۹ | جزئیات |
| دسامبر ۵–۸، ۲۰۱۳   | 2013–14 فینال جایزه بزرگ فصل | ۱  | ۹۹٫۸۴  | ۱  | ۱۹۳٫۴۱ | ۱     | ۲۹۳٫۲۵ | جزئیات |
| دسامبر ۲۰–۲۳، ۲۰۱۳ | 2013–14 قهرمانی ژاپن         | ۱  | ۱۰۳٫۱۰ | ۱  | ۱۹۴٫۷۰ | ۱     | ۲۹۷٫۸۰ | جزئیات |
| فوریه ۶–۹، ۲۰۱۴    | 2014 المپیک زمستانی team     | ۱  | ۹۷٫۹۸  | –  | –      | ۵     | –      | جزئیات |
| فوریه ۱۳–۱۴، ۲۰۱۴  | 2014 المپیک زمستانی          | ۱  | ۱۰۱٫۴۵ | ۱  | ۱۷۸٫۶۴ | ۱     | ۲۸۰٫۰۹ | جزئیات |
| مارس ۲۴–۳۰، ۲۰۱۴   | 2014 قهرمانی جهان            | ۳  | ۹۱٫۲۴  | ۱  | ۱۹۱٫۳۵ | ۱     | ۲۸۲٫۵۹ | جزئیات |

| تاریخ              | رویداد                       | SP | SP     | FS | FS     | مجموع | مجموع  | Ref.   |
| تاریخ              | رویداد                       | P  | امتیاز | P  | امتیاز | P     | امتیاز | Ref.   |
| ------------------ | ---------------------------- | -- | ------ | -- | ------ | ----- | ------ | ------ |
| نوامبر ۷–۹، ۲۰۱۴   | 2014 جام چین                 | ۲  | ۸۲٫۹۵  | ۲  | ۱۵۴٫۶۰ | ۲     | ۲۳۷٫۵۵ | جزئیات |
| نوامبر ۲۸–۳۰، ۲۰۱۴ | 2014 جام اِن اِچ کِی            | ۵  | ۷۸٫۰۱  | ۳  | ۱۵۱٫۷۹ | ۴     | ۲۲۹٫۸۰ | جزئیات |
| دسامبر ۱۱–۱۴، ۲۰۱۴ | 2014–15 فینال جایزه بزرگ فصل | ۱  | ۹۴٫۰۸  | ۱  | ۱۹۴٫۰۸ | ۱     | ۲۸۸٫۱۶ | جزئیات |
| دسامبر ۲۶–۲۸، ۲۰۱۴ | 2014–15 قهرمانی ژاپن         | ۱  | ۹۴٫۳۶  | ۱  | ۱۹۲٫۵۰ | ۱     | ۲۸۶٫۸۶ | جزئیات |
| مارس ۲۳–۲۹، ۲۰۱۵   | 2015 قهرمانی جهان            | ۱  | ۹۵٫۲۰  | ۳  | ۱۷۵٫۸۸ | ۲     | ۲۷۱٫۰۸ | جزئیات |
| آپریل ۱۶–۱۹، ۲۰۱۵  | 2015 جام جهانی تیمی team     | ۱  | ۹۶٫۲۷  | ۱  | ۱۹۲٫۳۱ | 3 (1) | ۲۸۸٫۵۸ | جزئیات |

| تاریخ                     | رویداد                            | SP | SP     | FS | FS     | مجموع | مجموع  | Ref.   |
| تاریخ                     | رویداد                            | P  | امتیاز | P  | امتیاز | P     | امتیاز | Ref.   |
| ------------------------- | --------------------------------- | -- | ------ | -- | ------ | ----- | ------ | ------ |
| اکتبر ۱۳–۱۵، ۲۰۱۵         | 2015 Autumn Classic International | ۱  | ۹۳٫۱۴  | ۱  | ۱۸۴٫۰۵ | ۱     | ۲۷۷٫۱۹ | جزئیات |
| اکتبر 30 – نوامبر ۱، ۲۰۱۵ | 2015 اسکیت بین المللی کانادا      | ۶  | ۷۳٫۲۵  | ۲  | ۱۸۶٫۲۹ | ۲     | ۲۵۹٫۵۴ | جزئیات |
| نوامبر ۲۷–۲۹، ۲۰۱۵        | 2015 جام اِن اِچ کِی                 | ۱  | ۱۰۶٫۳۳ | ۱  | ۲۱۶٫۰۷ | ۱     | ۳۲۲٫۴۰ | جزئیات |
| دسامبر ۱۰–۱۳، ۲۰۱۵        | 2015–16 فینال جایزه بزرگ فصل      | ۱  | ۱۱۰٫۹۵ | ۱  | ۲۱۹٫۴۸ | ۱     | ۳۳۰٫۴۳ | جزئیات |
| دسامبر ۲۴–۲۷، ۲۰۱۵        | 2015–16 قهرمانی ژاپن              | ۱  | ۱۰۲٫۶۳ | ۱  | ۱۸۳٫۷۳ | ۱     | ۲۸۶٫۳۶ | جزئیات |
| مارس 28 – آپریل ۳، ۲۰۱۶   | 2016 قهرمانی جهان                 | ۱  | ۱۱۰٫۵۶ | ۲  | ۱۸۴٫۶۱ | ۲     | ۲۹۵٫۱۷ | جزئیات |

| تاریخ                      | رویداد                                               | SP | SP     | FS | FS     | مجموع | مجموع  | Ref.   |
| تاریخ                      | رویداد                                               | P  | امتیاز | P  | امتیاز | P     | امتیاز | Ref.   |
| -------------------------- | ---------------------------------------------------- | -- | ------ | -- | ------ | ----- | ------ | ------ |
| سپتامبر 29 – اکتبر ۱، ۲۰۱۶ | 2016 مسابقات بین المللی کلاسیک پاییزه ی اسکیت کانادا | ۱  | ۸۸٫۳۰  | ۱  | ۱۷۲٫۲۷ | ۱     | ۲۶۰٫۵۷ | جزئیات |
| اکتبر ۲۸–۳۰، ۲۰۱۶          | 2016 اسکیت بین المللی کانادا                         | ۴  | ۷۹٫۶۵  | ۱  | ۱۸۳٫۴۱ | ۲     | ۲۶۳٫۰۶ | جزئیات |
| نوامبر ۲۵–۲۷، ۲۰۱۶         | 2016 جام اِن اِچ کِی                                    | ۱  | ۱۰۳٫۸۹ | ۱  | ۱۹۷٫۵۸ | ۱     | ۳۰۱٫۴۷ | جزئیات |
| دسامبر ۷–۱۱، ۲۰۱۶          | 2016–17 فینال جایزه بزرگ فصل                         | ۱  | ۱۰۶٫۵۳ | ۳  | ۱۸۷٫۳۷ | ۱     | ۲۹۳٫۹۰ | جزئیات |
| فوریه ۱۴–۱۹، ۲۰۱۷          | 2017 قهرمانی چهار قاره                               | ۳  | ۹۷٫۰۴  | ۱  | ۲۰۶٫۶۷ | ۲     | ۳۰۳٫۷۱ | جزئیات |
| مارس 29 – آپریل ۲، ۲۰۱۷    | 2017 قهرمانی جهان                                    | ۵  | ۹۸٫۳۹  | ۱  | ۲۲۳٫۲۰ | ۱     | ۳۲۱٫۵۹ | جزئیات |
| آپریل ۲۰–۲۳، ۲۰۱۷          | 2017 جام جهانی تیمی team                             | ۷  | ۸۳٫۵۱  | ۱  | ۲۰۰٫۴۹ | 1 (3) | ۲۸۴٫۰۰ | جزئیات |

| تاریخ               | رویداد                                               | SP | SP     | FS | FS     | مجموع | مجموع  | Ref.   |
| تاریخ               | رویداد                                               | P  | امتیاز | P  | امتیاز | P     | امتیاز | Ref.   |
| ------------------- | ---------------------------------------------------- | -- | ------ | -- | ------ | ----- | ------ | ------ |
| سپتامبر ۲۰–۲۳، ۲۰۱۷ | 2017 مسابقات بین المللی کلاسیک پاییزه ی اسکیت کانادا | ۱  | ۱۱۲٫۷۲ | ۵  | ۱۵۵٫۵۲ | ۲     | ۲۶۸٫۲۴ | جزئیات |
| اکتبر ۲۰–۲۲، ۲۰۱۷   | 2017 جام روستِلِکام                                    | 2  | ۹۴٫۸۵  | 1  | ۱۹۵٫۹۲ | ۲     | ۲۹۰٫۷۷ | جزئیات |
| فوریه ۱۶–۱۷، ۲۰۱۸   | 2018 المپیک زمستانی                                  | 1  | ۱۱۱٫۶۸ | 2  | ۲۰۶٫۱۷ | ۱     | ۳۱۷٫۸۵ | جزئیات |

### سطح جوانان

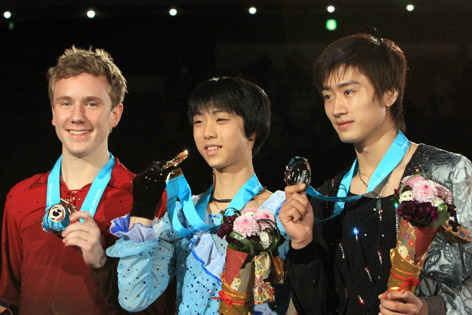
هانیو یوزورو (وسط) Song Nan (چپ) و Ross Miner (راست) در سکوی 2009–10 Junior فینال جایزه بزرگ فصل

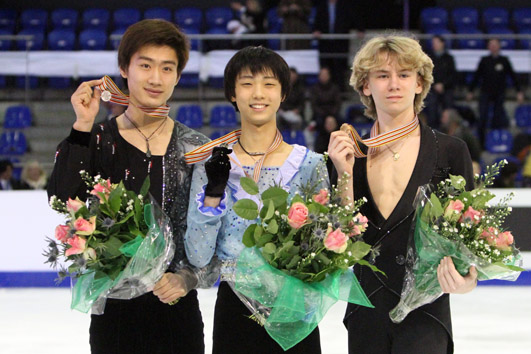
هانیو یوزورو (وسط) Song Nan (چپ) و Artur Gachinski (راست) در سکوی 2010 قهرمانی جوانان جهان

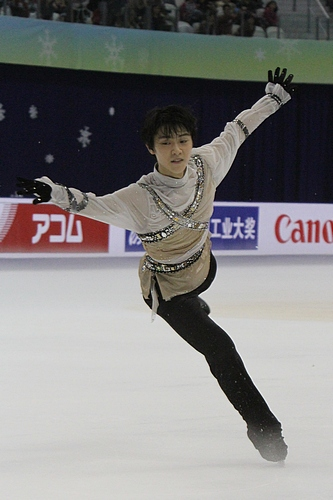
یوزورو هانیو در جام حذفی چین سال ۲۰۱۱

| تاریخ                   | رویداد                            | سطح    | SP | SP     | FS | FS     | مجموع | مجموع  | Ref.   |
| تاریخ                   | رویداد                            | سطح    | P  | امتیاز | P  | امتیاز | P     | امتیاز | Ref.   |
| ----------------------- | --------------------------------- | ------ | -- | ------ | -- | ------ | ----- | ------ | ------ |
| سپتامبر 3–7، 2008       | 2008 جایزه بزرگ جوانان در ایتالیا | Junior | 6  | 51.06  | 4  | 95.62  | 5     | 146.68 | جزئیات |
| نوامبر 23–24، 2008      | قهرمانی جوانان ژاپن               | Junior | 4  | 57.25  | 1  | 124.92 | 1     | 182.17 | جزئیات |
| دسامبر 25–27، 2008      | 2008–09 قهرمانی ژاپن              | Senior | 8  | 64.50  | 5  | 117.15 | 8     | 181.65 | جزئیات |
| فوریه 23 – مارس 1، 2009 | 2009 قهرمانی جوانان جهان          | Junior | 11 | 58.18  | 13 | 103.59 | 12    | 161.77 | جزئیات |

| تاریخ              | رویداد                              | سطح    | SP | SP     | FS | FS     | مجموع | مجموع  | Ref.   |
| تاریخ              | رویداد                              | سطح    | P  | امتیاز | P  | امتیاز | P     | امتیاز | Ref.   |
| ------------------ | ----------------------------------- | ------ | -- | ------ | -- | ------ | ----- | ------ | ------ |
| سپتامبر ۹–۱۳، ۲۰۰۹ | 2009 جایزه بزرگ جوانان در لهستان    | Junior | ۱  | ۶۶٫۷۷  | ۱  | ۱۳۱٫۸۸ | ۱     | ۱۹۸٫۶۵ | جزئیات |
| اکتبر ۷–۱۱، ۲۰۰۹   | 2009 جایزه بزرگ جوانان در کرواسی    | Junior | ۱  | ۷۰٫۷۸  | ۱  | ۱۳۰٫۳۷ | ۱     | ۲۰۱٫۱۵ | جزئیات |
| نوامبر ۲۲–۲۳، ۲۰۰۹ | 2009–10 قهرمانی جوانان ژاپن         | Junior | ۱  | ۷۶٫۰۰  | ۲  | ۱۱۸٫۱۵ | ۱     | ۱۹۴٫۱۵ | جزئیات |
| دسامبر ۳–۶، ۲۰۰۹   | 2009–10 Junior فینال جایزه بزرگ فصل | Junior | ۳  | ۶۹٫۸۵  | ۱  | ۱۳۶٫۹۲ | ۱     | ۲۰۶٫۷۷ | جزئیات |
| دسامبر 24–27، 2009 | 2009–10 قهرمانی ژاپن                | Senior | ۱۳ | ۵۷٫۹۹  | ۵  | ۱۳۷٫۲۳ | ۶     | ۱۹۵٫۲۲ | جزئیات |
| مارس ۸–۱۴، ۲۰۱۰    | 2010 قهرمانی جوانان جهان            | Junior | ۳  | ۶۸٫۷۵  | ۱  | ۱۴۷٫۳۵ | ۱     | ۲۱۶٫۱۰ | جزئیات |